# معرض فيكتوريا الوطني
معرض فيكتوريا الوطني (بالإنجليزية: National Gallery of Victoria)، اختصارا (NGV) متحفًا فنيًا في ملبورن، فيكتوريا، أستراليا. تأسس عام 1861، وهو أقدم المتاحف الفنية وأكثرها زيارة في أستراليا.
يضم معرض فيكتوريا الوطني مجموعة فنية موسوعية عبر موقعين: معرض فيكتوريا الوطني الدولي، الواقع على طريق سانت كيلدا في منطقة ملبورن للفنون في ساوثبانك، ومركز ايان بوتر: معرض فيكتوريا الوطني أستراليا، الواقع بالقرب من ساحة الاتحاد. تم افتتاح مبنى معرض فيكتوريا الوطني الدولي، الذي صممه روي غراوندز، في عام 1968، وأعيد تطويره بواسطة ماريو بيليني قبل إعادة افتتاحه في عام 2003. يضم المجموعة الفنية الدولية للمعرض وهو مدرج في سجل التراث الفيكتوري.
تم افتتاح مركز إيان بوتر: معرض فيكتوريا الوطني أستراليا، الذي صممه استيديو لاب المعماريه، في عام2002 ويضم المجموعة الفنية الأسترالية في المعرض.

## التاريخ
في عام 1850، مُنحت مقاطعة بورت فيليب في نيو ساوث ويلز الانفصال، وأصبحت رسميًا مستعمرة فيكتوريا في 1 يوليو 1851. في أعقاب اندفاع الذهب في الشهر التالي، برزت فيكتوريا كأغنى مستعمرة في أستراليا، وملبورن، عاصمتها، أكبر وأغنى مدينة في أستراليا. مع النمو السريع لملبورن جاءت الدعوات لإنشاء معرض فني عام، وفي عام 1859، تعهدت حكومة فيكتوريا بمبلغ 2000 جنيه إسترليني لاقتناء قوالب من الجص للنحت. تم عرض هذه الأعمال في متحف الفن، الذي افتتحه الحاكم السير هنري باركلي في مايو 1861 في الطابق السفلي من الجناح الجنوبي للمكتبة العامة (الآن مكتبة ولاية فيكتوريا) في شارع سوانستون. تم تخصيص أموال إضافية في أوائل ستينيات القرن التاسع عشر لشراء لوحات أصلية لفنانين بريطانيين وفيكتوريين. تم عرض هذه الأعمال لأول مرة في ديسمبر 1864 في معرض الصور الذي تم افتتاحه حديثًا، والذي ظل تحت الإدارة التنسيقية للمكتبة العامة حتى عام 1882. رسم نيكولاس شوفالييه في عام 1860 وفريدريك جروس في عام 1865 تصميمات ضخمة لمبنى مواجه لشوارع لونسديل وسوانستون، ويضم مكتبة ضخمة ومتقنة ومعرضًا، لكن هذه الرؤى لم تتحقق أبدًا.

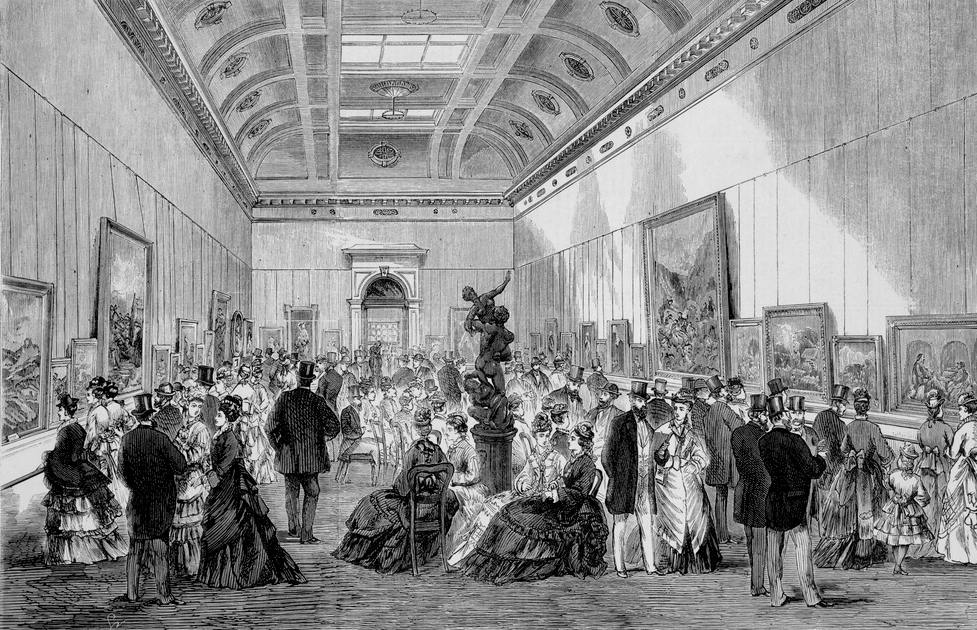
افتتاح معرض مكارثر في عام 1875 ، وهو الآن موطن لمجموعة لوحات مكتبة ولاية فيكتوريا

في 24 مايو 1874، افتتح أول معرض مبني لهذا الغرض، والمعروف باسم معرض مكارثر، في غرفة ماك آرثر بمكتبة الولاية، وفي العام التالي، تم تغيير اسم متحف الفن إلى معرض فيكتوريا الوطني. كان المقصود من معرض مكارثر أن يكون فقط منزلًا مؤقتًا حتى تتحقق الرؤية الأكبر بكثير. لكن مثل هذا الصرح لم يحدث، وبدلاً من ذلك تم تطوير المجمع تدريجياً على مدى عدة عقود.
تأسس المتحف الوطني لمدرسة فيكتوريا للفنون، المرتبط بالمعرض، في عام 1867 وظل المركز الرائد للتدريب الفني الأكاديمي في أستراليا حتى حوالي عام 1910. ذهب خريجو المدرسة ليصبحوا بعضًا من أهم فناني أستراليا. أصبح هذا فيما بعد VCA (الكلية الفيكتورية للفنون)، التي اشترتها جامعة ملبورن في عام 2007 بعد إفلاسها.
في عام 1887، تم افتتاح معرض بوفيلوت، جنبًا إلى جنب مع استوديوهات مدرسة الرسم. في عام 1892، تمت إضافة معرضين آخرين: الآن كوين ولا تروب.
في عام 1888، اشترى المعرض لوحة لورانس ألما تاديما مهرجان خمر لعام 1871 مقابل 4000 جنيه إسترليني، وهي أغلى عملية استحواذ في القرن التاسع عشر.

### القرن ال 20

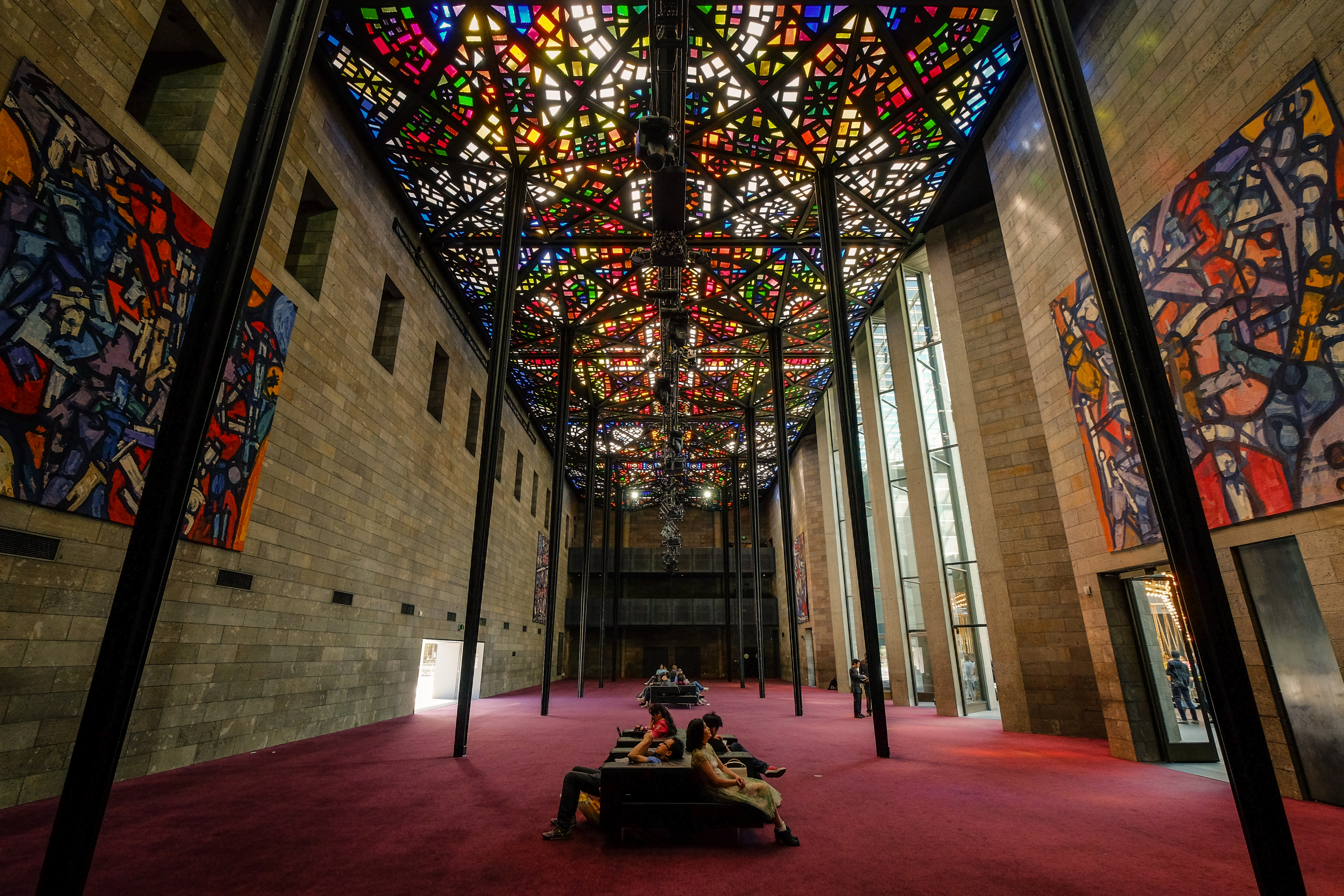
سقف القاعة الكبرى ، أكبر سقف زجاجي ملون في العالم، صممه فنان ملبورن ليونارد فرينش

تم بناء مجموعة المعرض من هدايا الأعمال الفنية والتبرعات المالية. أهمها، ألفرد فيلتون، تم إنشاؤه بإرادة ألفريد فيلتون واستخدم منذ عام 1904 لشراء أكثر من 15000 عمل فني.
منذ معرض فيلتون بيكويست، كان لدى المعرض خططًا طويلة لبناء منشأة دائمة، ولكن لم تختار حكومة الولاية موقعًا، حديقة ويرث، جنوب نهر يارا، حتى عام 1943. تم طرح 3 ملايين جنيه إسترليني في فبراير 1960 وتم الإعلان عن روي غراوندز كمهندس معماري.
في عام 1959، مُنحت لجنة تصميم معرض جديد للشركة المعمارية أسباب رومبرج بويد. في عام 1962، انفصل
روي غراوندز عن شركائه فريدروك رومبرج وروبن بويد، واحتفظ بالمفوضية، وصمم المعرض في
طريق سانت كيلدا تم الانتهاء من المبنى الجديد المكسو بلوستون في ديسمبر 1967  وافتتحه رئيس الوزراء الفيكتوري هنري بولت رسميًا في 20 أغسطس 1968. أحد ميزات المبنى هو السقف الزجاجي الملون ليونارد الفرنسي، وهو أحد أكبر قطع الزجاج الملون المعلق في العالم، والذي يلقي الضوء الملون على الأرضية أدناه. يعد مدخل الجدار المائي ميزة أخرى معروفة للمبنى.
في عام 1997، تم اقتراح إعادة تطوير المبنى، مع اختيار ماريو بيليني كمهندس معماري وتكلفة المشروع المقدرة 161.9 مليون دولار. كان التصميم واسع النطاق، مما أدى إلى إنشاء جميع صالات العرض الجديدة ولم يتبق سوى الجزء الخارجي والفناء المركزي والقاعة الكبرى كما هي. تضمنت الخطط التخلص من الجدار المائي، ولكن بعد الاحتجاجات العامة التي نظمها الصندوق القومي لولاية فيكتوريا، تم تغيير التصميم ليشمل تصميمًا جديدًا يتقدم قليلاً من الأصل. أثناء إعادة التطوير، تم نقل العديد من الأعمال إلى ملحق خارجي مؤقت يُعرف باسم
'NGV on Russell' ، في مكتبة الولاية بمدخلها في شارع راسل.

### القرن ال 21

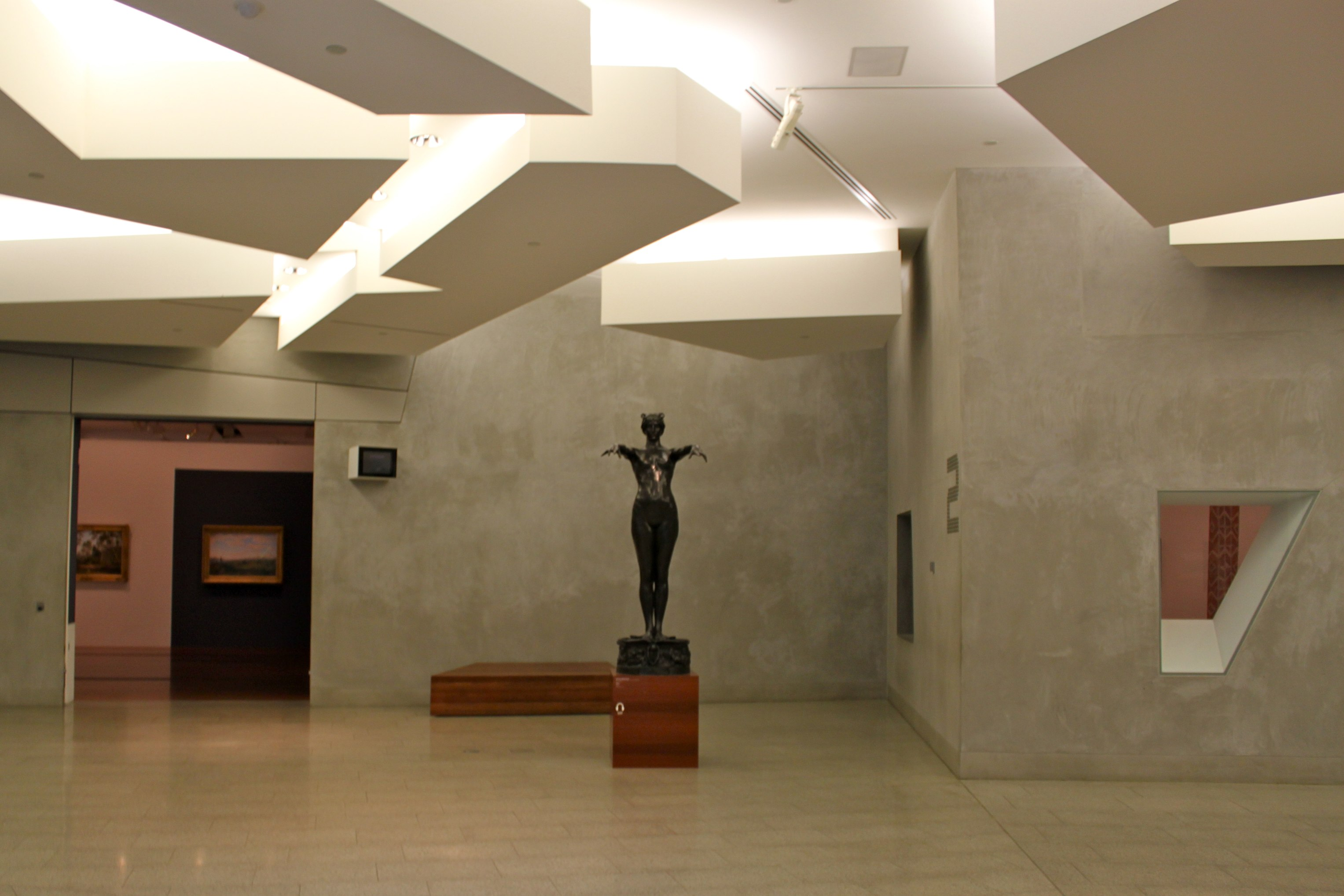
مدخل إحدى مساحات المعرض داخل مركز إيان بوتر

في عام 2018، أعلنت حكومة ولاية فيكتوريا عن إنشاء معرض فني معاصر جديد خلف مركز الفنون ومبنى معرض فيكتوريا الوطني الدولي الحالي. أنفقت الحكومة 203 ملايين دولار لبدء المشروع، بما في ذلك 150 مليون دولار لشراء مبنى كارلتون ويونايتد بريورز السابق للمعرض الجديد، والذي من المقرر أن يشمل 18000 متر مربع من المساحات العامة الجديدة، ومساحة جديدة للفن المعاصر ومعارض التصميم، ومنزل جديد لمعرض الفنون المسرحية الأسترالية.

## مجموعة

### الفن الآسيوي

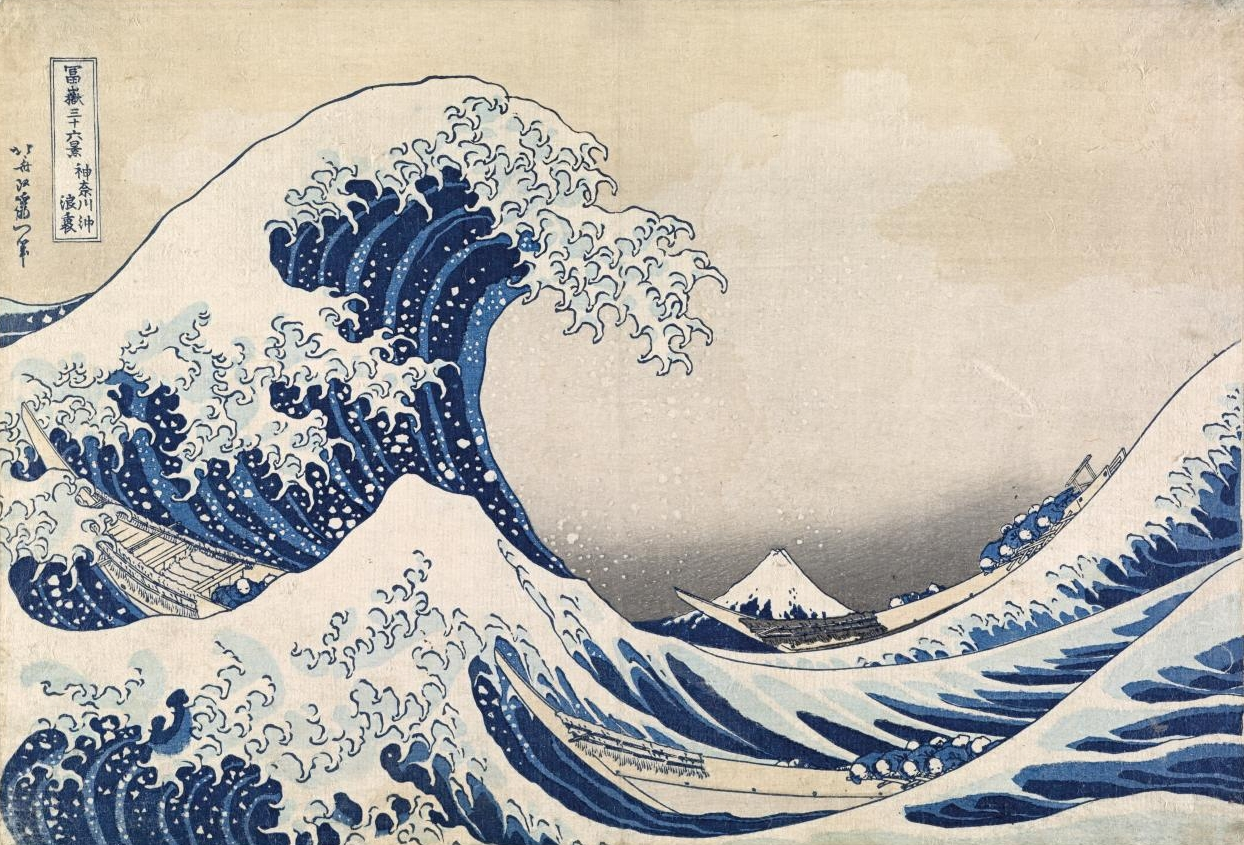
كاتسوشيكا هوكوساي ، الموجة العظيمة قبالة كاناغاوا ، ج. 1830

بدأت مجموعة الفن الآسيوي في معرض فيكتوريا الوطني في عام 1862، بعد عام واحد من تأسيس المعرض، عندما تبرع فريدريك دالجتي بلوحتين صينيتين. نمت المجموعة الآسيوية منذ ذلك الحين لتشمل أعمالًا مهمة من جميع أنحاء القارة.

### الفن الأسترالي
تشمل المجموعة الفنية الأسترالية التابعة لـ معرض فيكتوريا الوطني الفن والمصنوعات اليدوية من السكان الأصليين (السكان الأصليين الأستراليين)، والفن الاستعماري الأسترالي، والفن الانطباعي الأسترالي، والقرن العشرين، والفن الحديث والمعاصر. كان بريان فينمور أول أمين للفنون الأسترالية، من عام 1960 حتى وفاته في عام 1975.
شهدت الثمانينيات من القرن التاسع عشر ولادة وتطور مدرسة هايدلبرغ (المعروفة أيضًا باسم الانطباعية الأسترالية) في الضواحي الخارجية لملبورن، وكانت معرض فيكتوريا الوطني في وضع جيد للحصول على بعض الأعمال الفنية الرئيسية للحركة، بما في ذلك توم روبرتس قص الكباش (1890))، آرثر ستريتون' القوة الشفافة للظهيرة الأرجوانية' (1896)، والرائد فريدريك ماكوبين (1904).
تشمل المجموعة الأسترالية أعمال ديل كاثرين بارتون، تشارلز بلاكمان، كلاريس بيكيت، آرثر بويد، جون براك، أنجيلا برينان، روبرت باني، لويس بوفيلوت، إثيل كاريك، نيكولاس شوفالييه، تشارلز كوندر، أوليف كوتون، جريس كرولي، ديفيد ديفيز، ديستني ديكون، ويليام دوبيل، جولي داولينج، راسل دريسديل، إي.فيليبس فوكس، روزالي جاسكوين، جون جلوفر، يوجين فون جيرارد، فيونا هول، لويز هيرمان ، جوي هيستر، هانز هايسن، إميلي كينجوارري، جورج دبليو لامبرت، سيدني لونج، جون لونجستاف، فريدريك ماكوبين، هيلين مودسلي، تريسي موفات، جان نيلسون، هيلدا ريكس نيكولاس، سيدني نولان، جون بيرسيفال، باتريشيا بيكسينيني، مارجريت بريستون، ثيا بروكتر، هيو رامزي، ديفيد رانكين، توم روبرتس، جون راسل، جريس كوسينجتون سميث، إثيل سبورز، وآرثر ستريتون، وكلارا ساذرن، وجين ساذرلاند، وفيوليت تيج، وجيني واتسون، وفريد ويليامز وآخرين.
تبرع الدكتور جوزيف براون بعدد كبير من الأعمال في عام 2004 والتي تشكلت من مجموعة جوزيف براون .
أعمال محددة

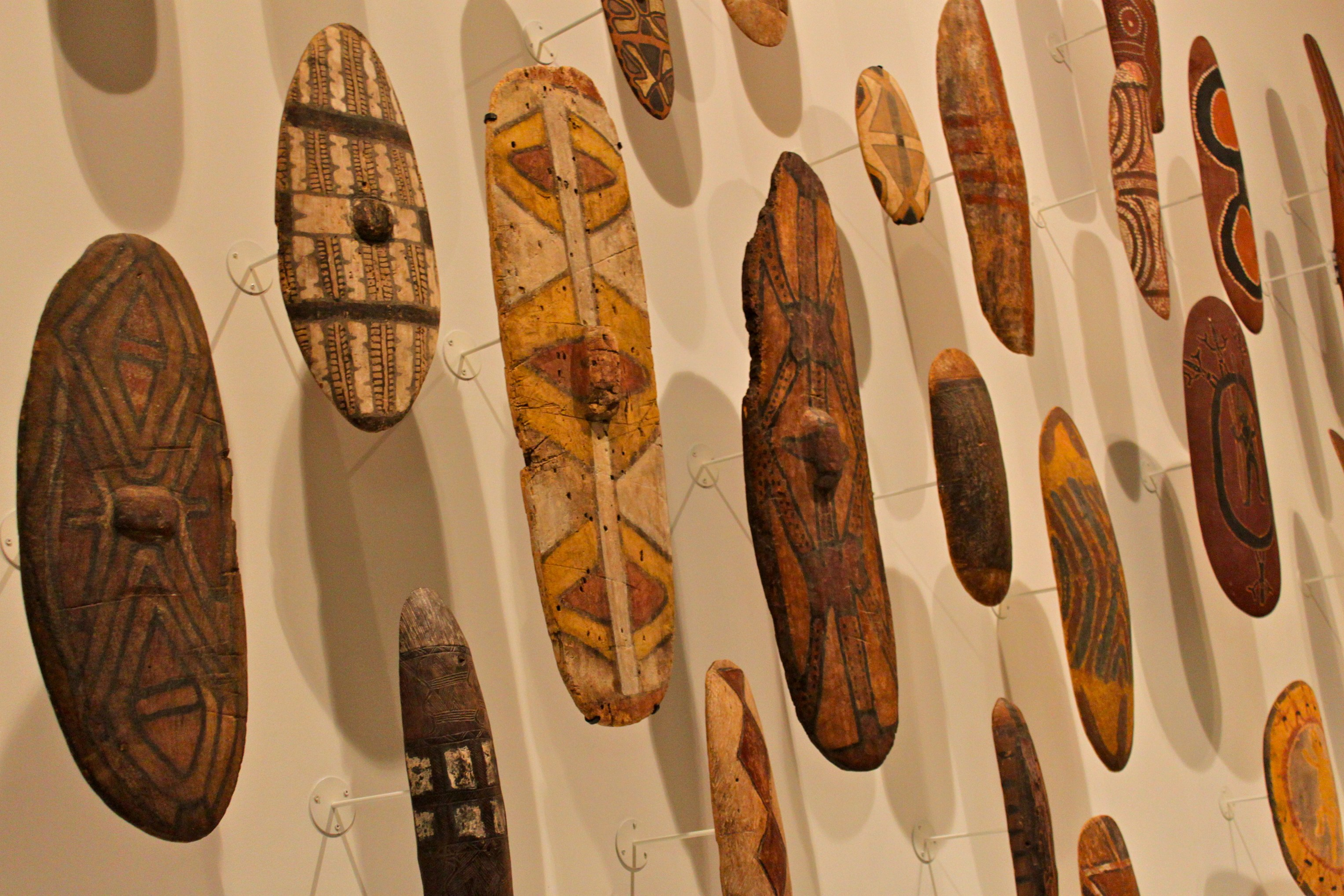
دروع السكان الأصليين
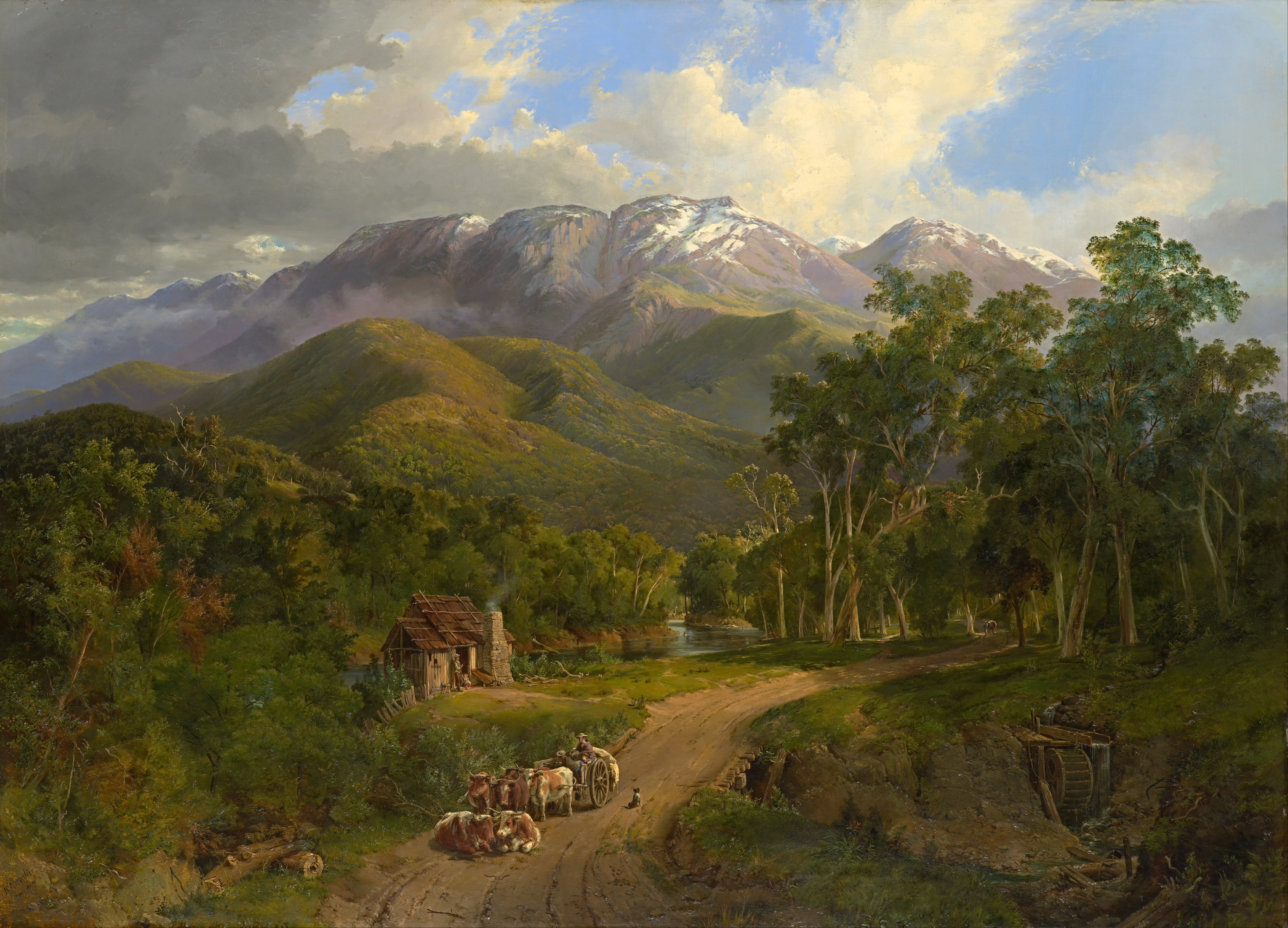
The Buffalo Ranges (1864) بواسطة نيكولاس شوفالييه ، أول لوحة لموضوع أسترالي يتم الحصول عليها من قبل المعرض
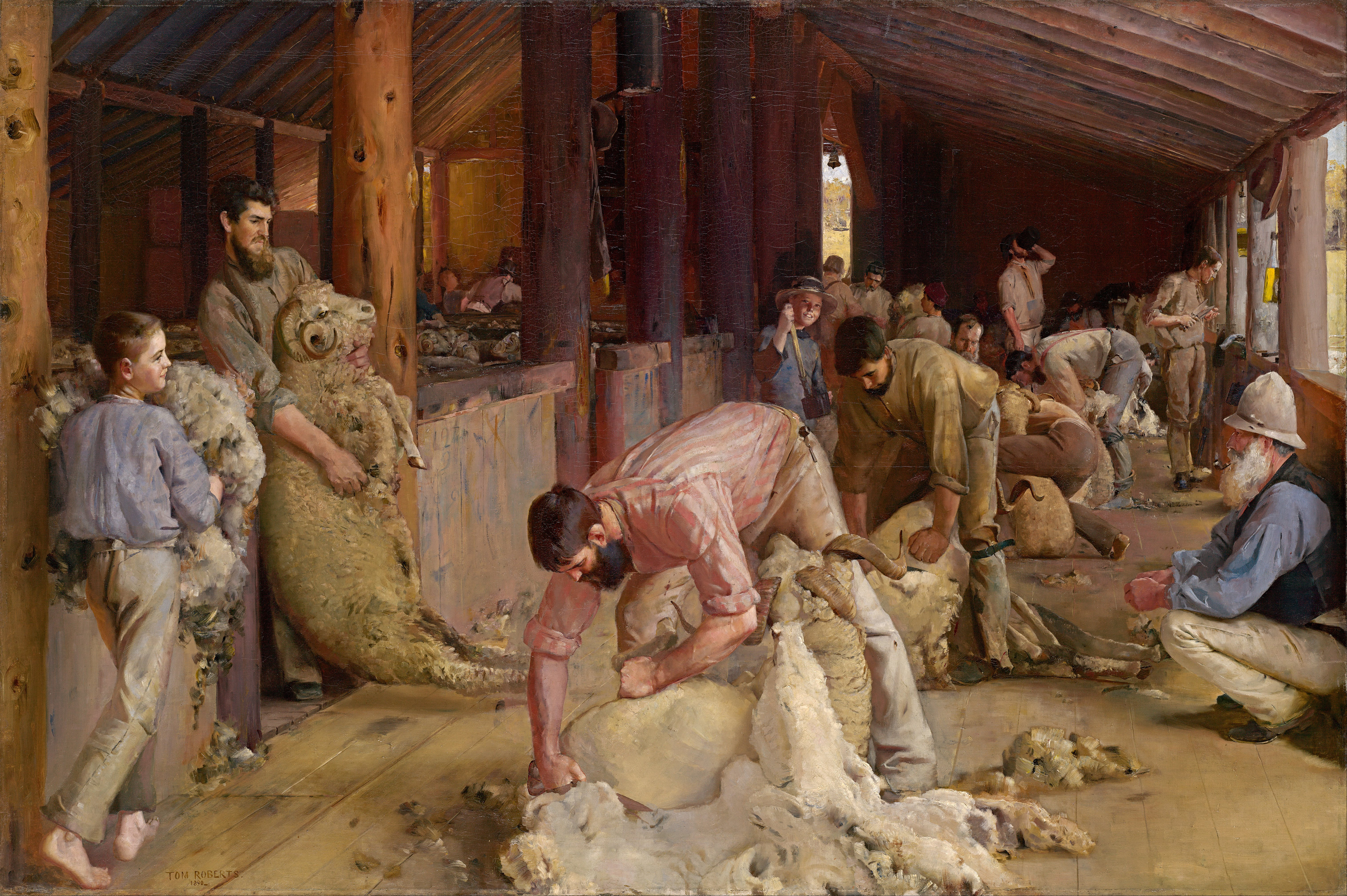
توم روبرتس ، قص الكباش  [لغات أخرى]‏ 1890
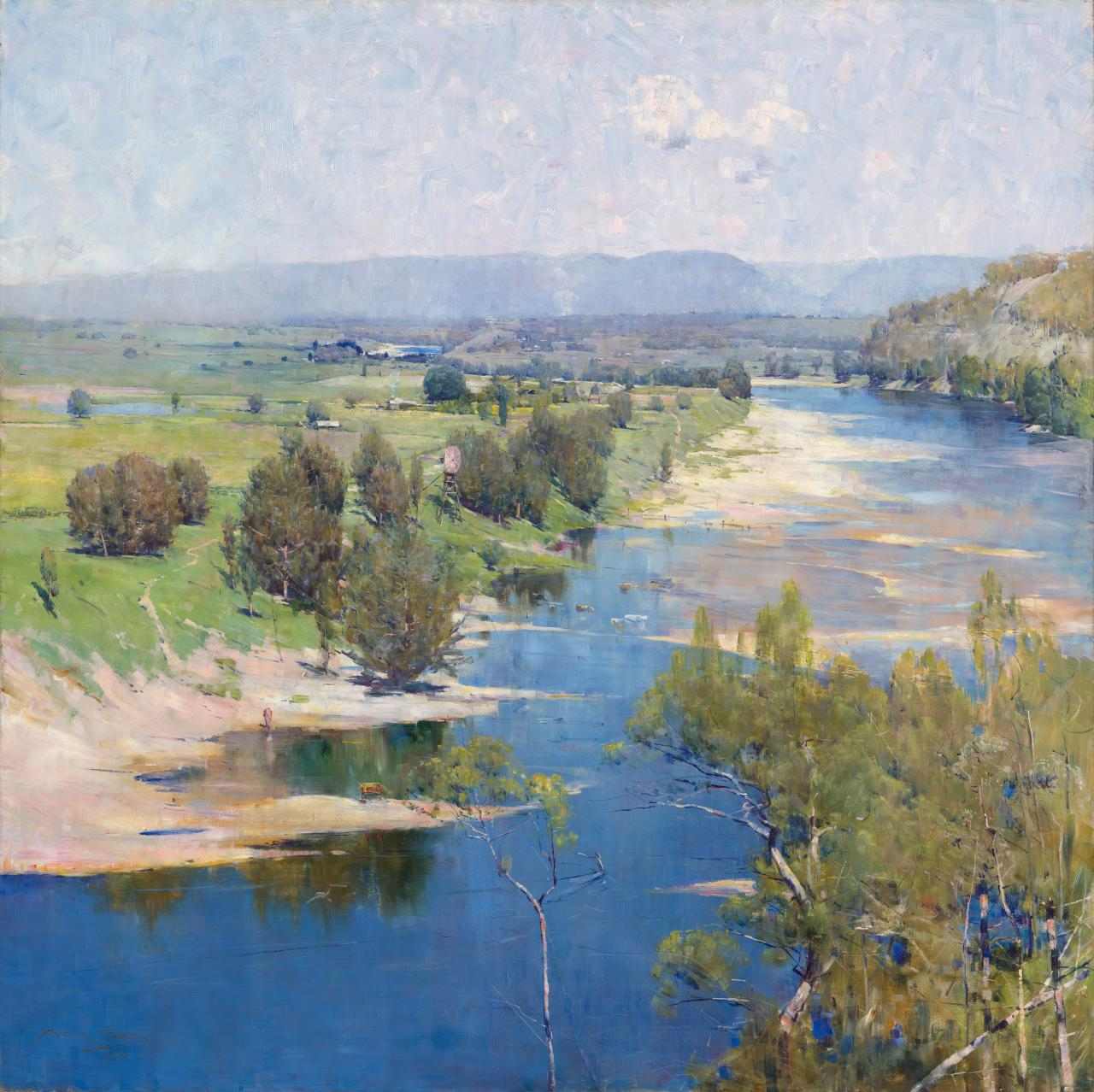
آرثر ستريتون  [لغات أخرى]‏ ، " القوة الشفافة الأرجوانية للظهيرة  [لغات أخرى]‏ " ، ١٨٩٦

### الفن الدولي

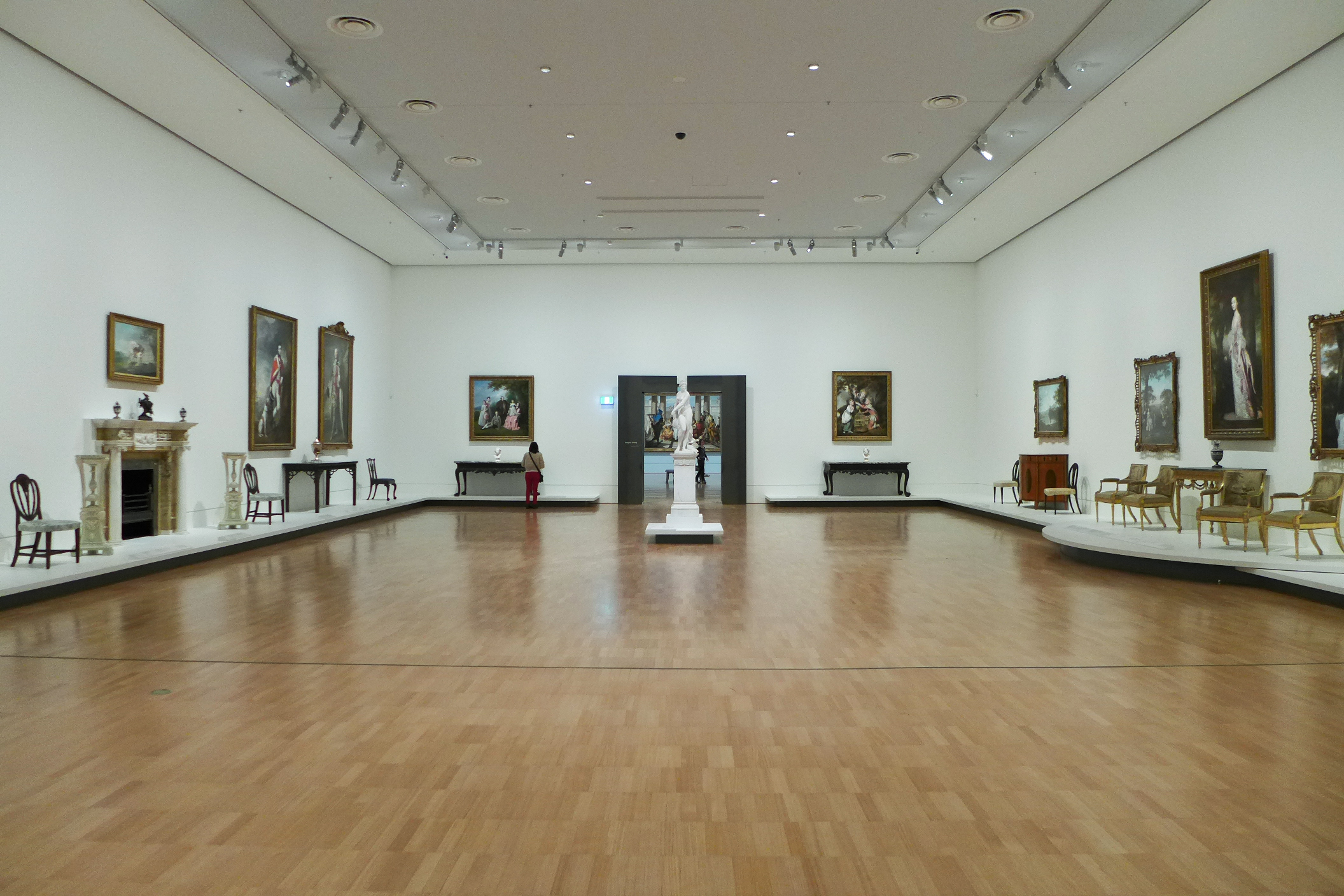
معرض اللوحات الأوروبية من القرن السابع عشر إلى الثامن عشر

تشمل المجموعة الفنية الدولية لـمعرض فيكتوريا الوطني اللوحات الأوروبية والدولية والأزياء والمنسوجات والتصوير والمطبوعات والرسومات والفن الآسيوي والفنون الزخرفية وفن أمريكا الوسطى وفن المحيط الهادئ والنحت والتحف والفن المعاصر العالمي. لديها مجموعات قوية في مناطق متنوعة مثل الأساتذة القدامى والمزهريات اليونانية والمصنوعات اليدوية المصرية والخزف الأوروبي التاريخي، وتحتوي على أكبر وأشمل مجموعة من الأعمال الفنية في أستراليا.
تشمل المجموعة الدولية أعمال بيكاسو، بيسارو، بيتوني، بوسين، رامبرانت، رينوار، ريبيرا، رايلي، روثكو، روبنز، تيبولو، تينتوريتو، تورنر، أوشيلو، فيرونيز وغيرهم.
من أبرز مقتنيات مجموعة معرض فيكتوريا الوطني الدولية هو أول طاقم عمل لأوغست رودان في منحوته الأيقوني المفكر ، المنفذ عام 1884. تعد معرض فيكتوريا الوطني أيضًا موطنًا للصورة الوحيدة للوكريزيا بورجيا المعروف أنها رسمت من الحياة، ويرجع تاريخها إلى حوالي عام 1515 وتنسب إلى دوسو دوسي.
أعمال محددة

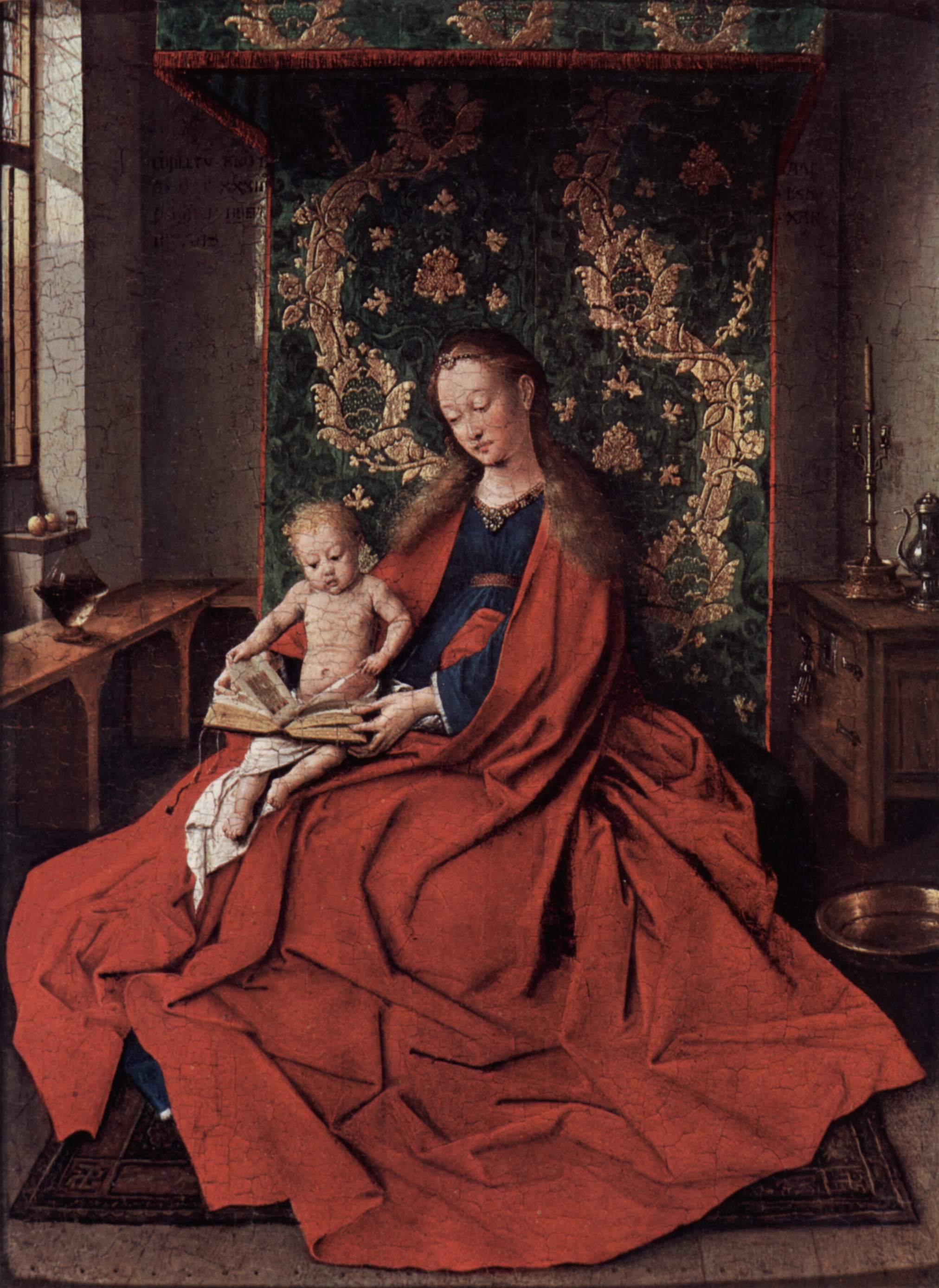
جان فان إيك ( ورشة عمل ) ، إينس هول مادونا ، 1433
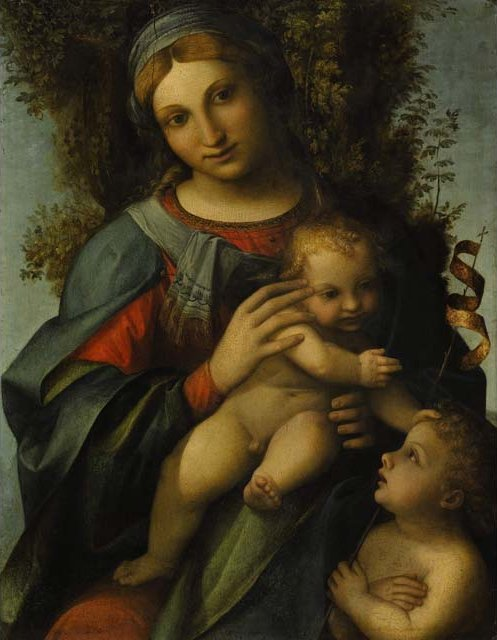
مادونا والطفل مع الأطفال القديس يوحنا المعمدان، 1514-1515
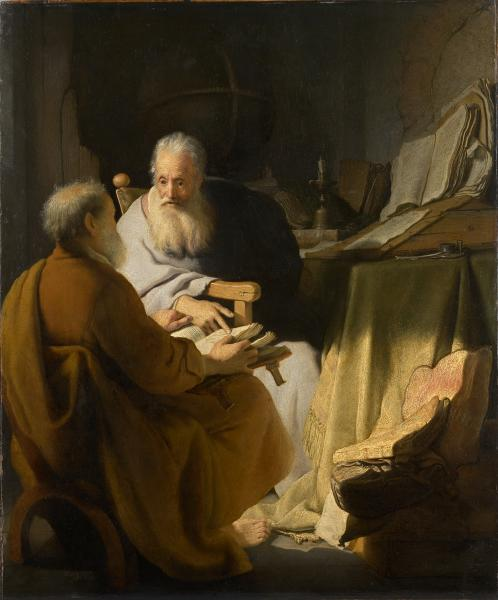
رامبرانت ، رجلان عجوزان يتنازعان ، 1628
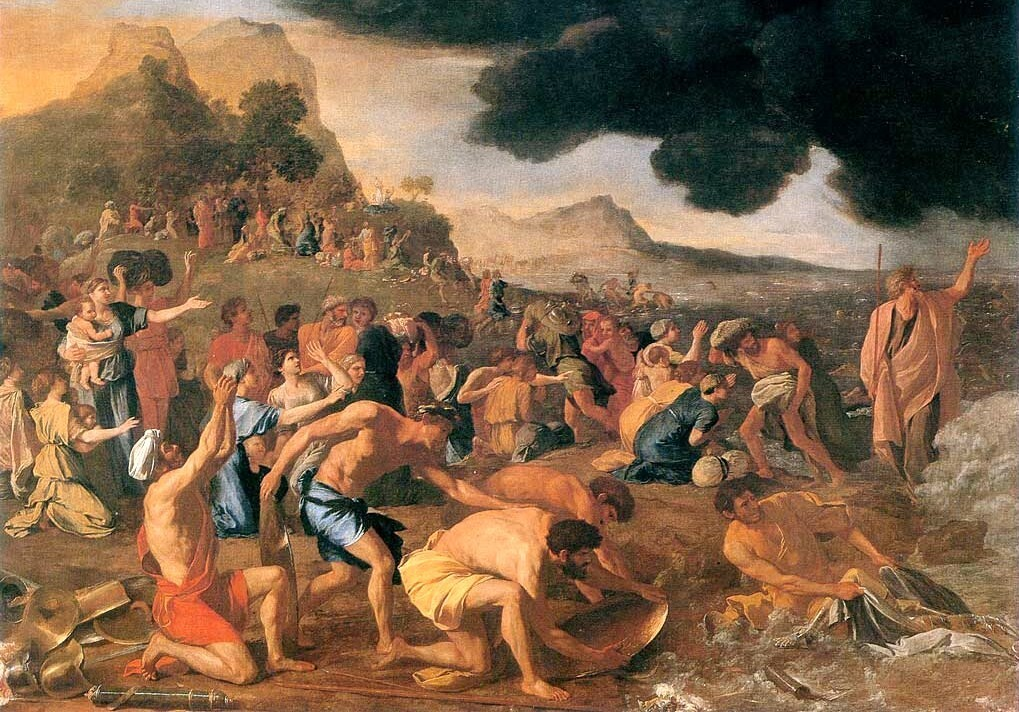
نيكولا بوسين ، عبور البحر الأحمر 1634
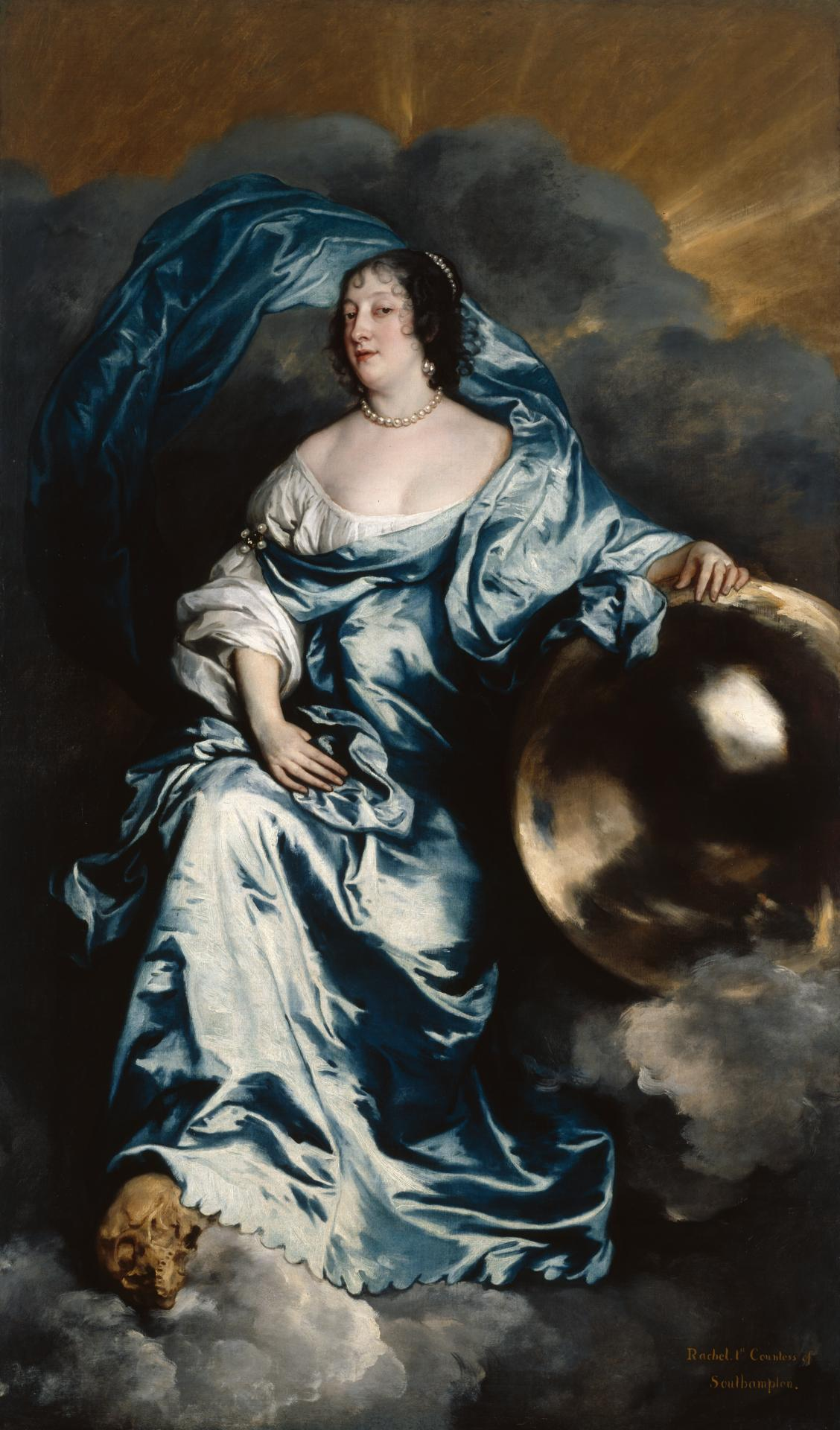
أنتوني فان ديك ، راشيل دي روفيني ، كونتيسة ساوثهامبتون ، 1640
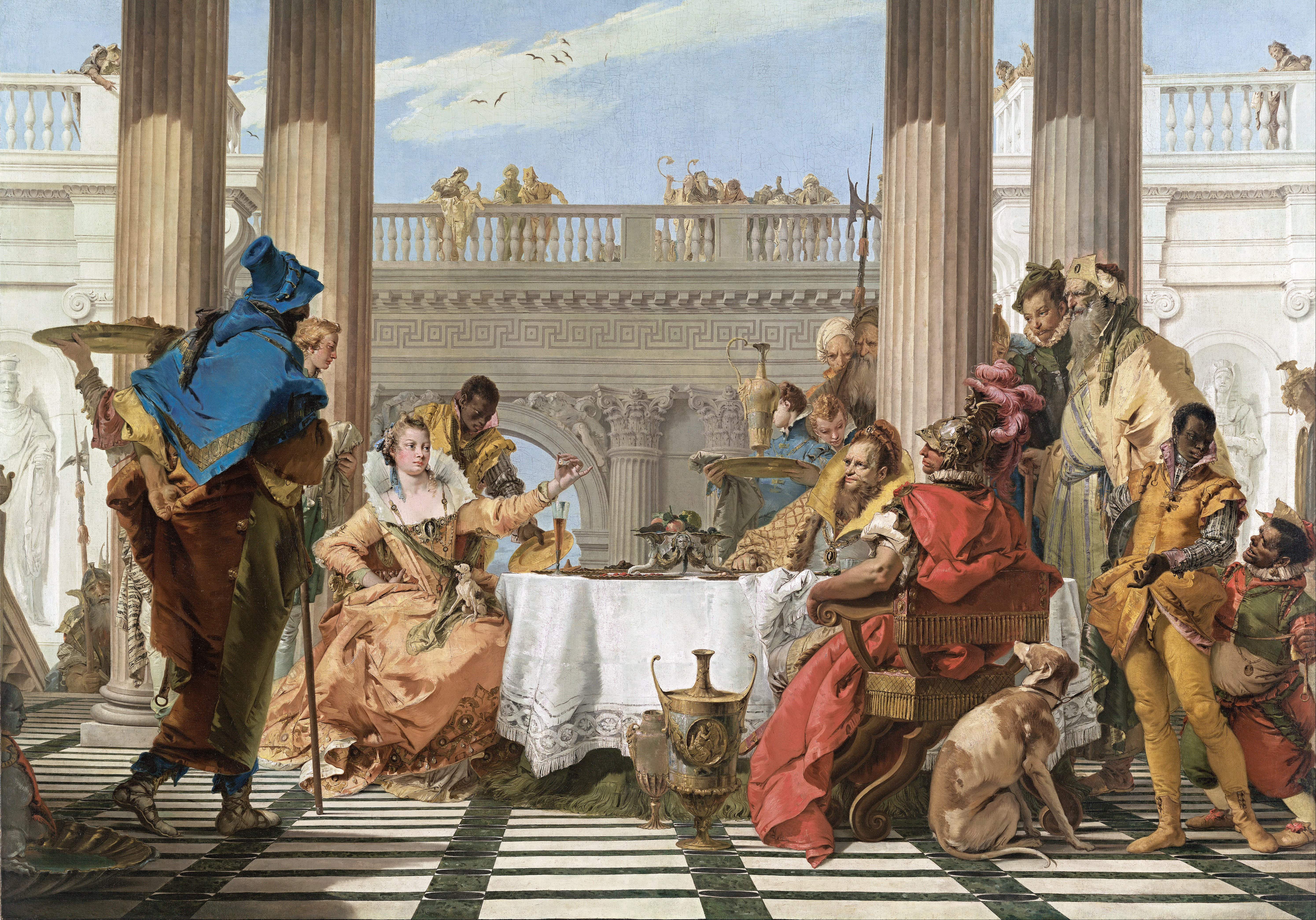
جيوفاني باتيستا تيبولو ، مأدبة كليوباترا ، 1743-1744
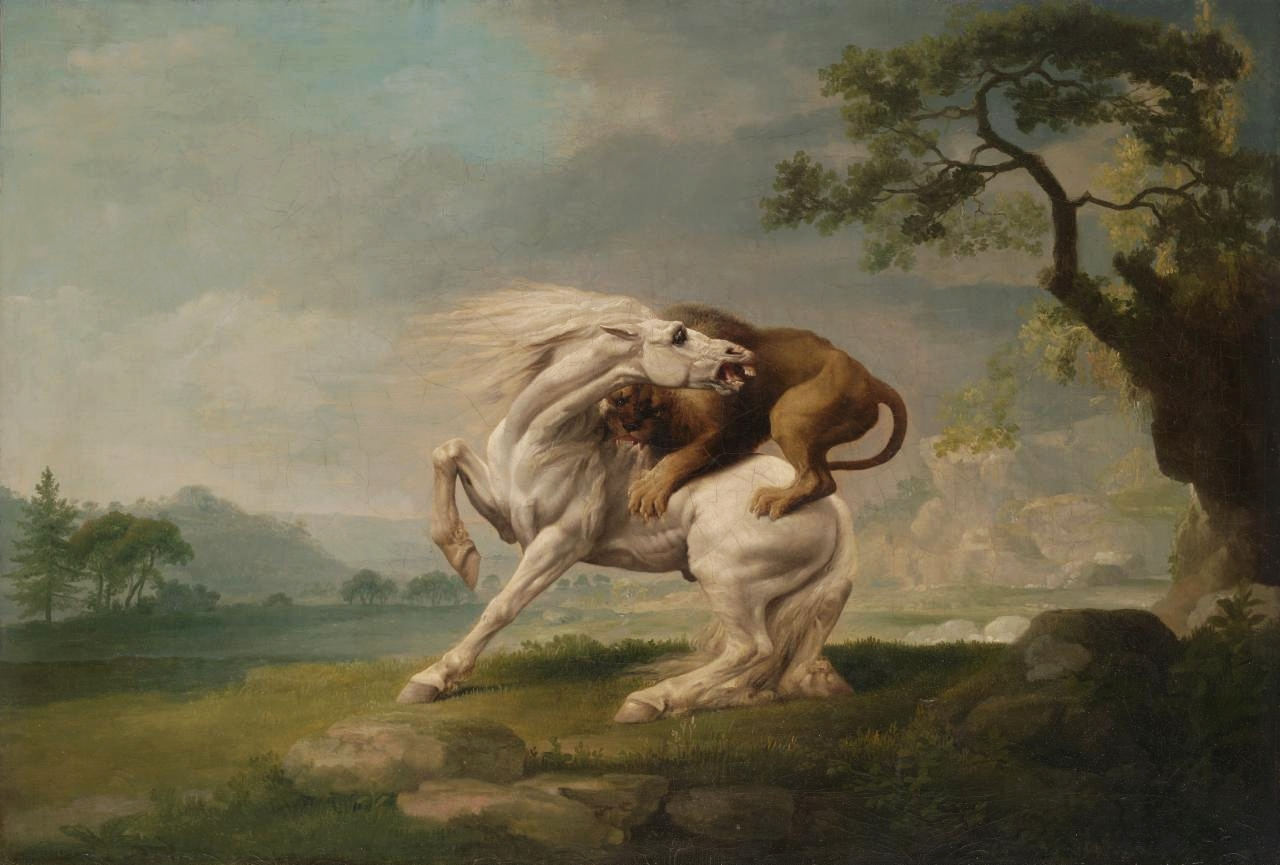
جورج ستابس ، أسد يهاجم حصان 1765
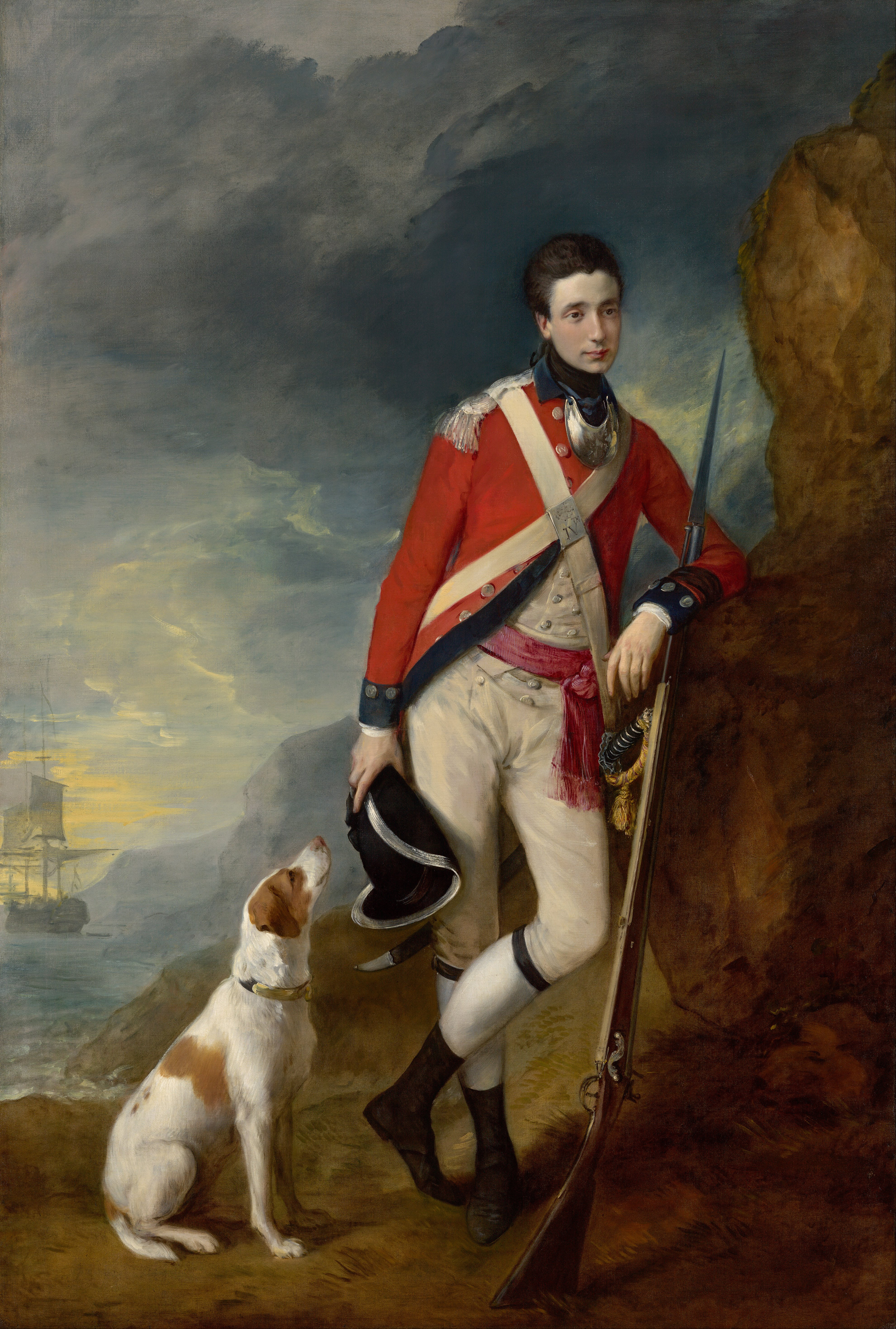
توماس جينسبورو وريتشارد سانت جورج مانزيرج سانت جورج 1776
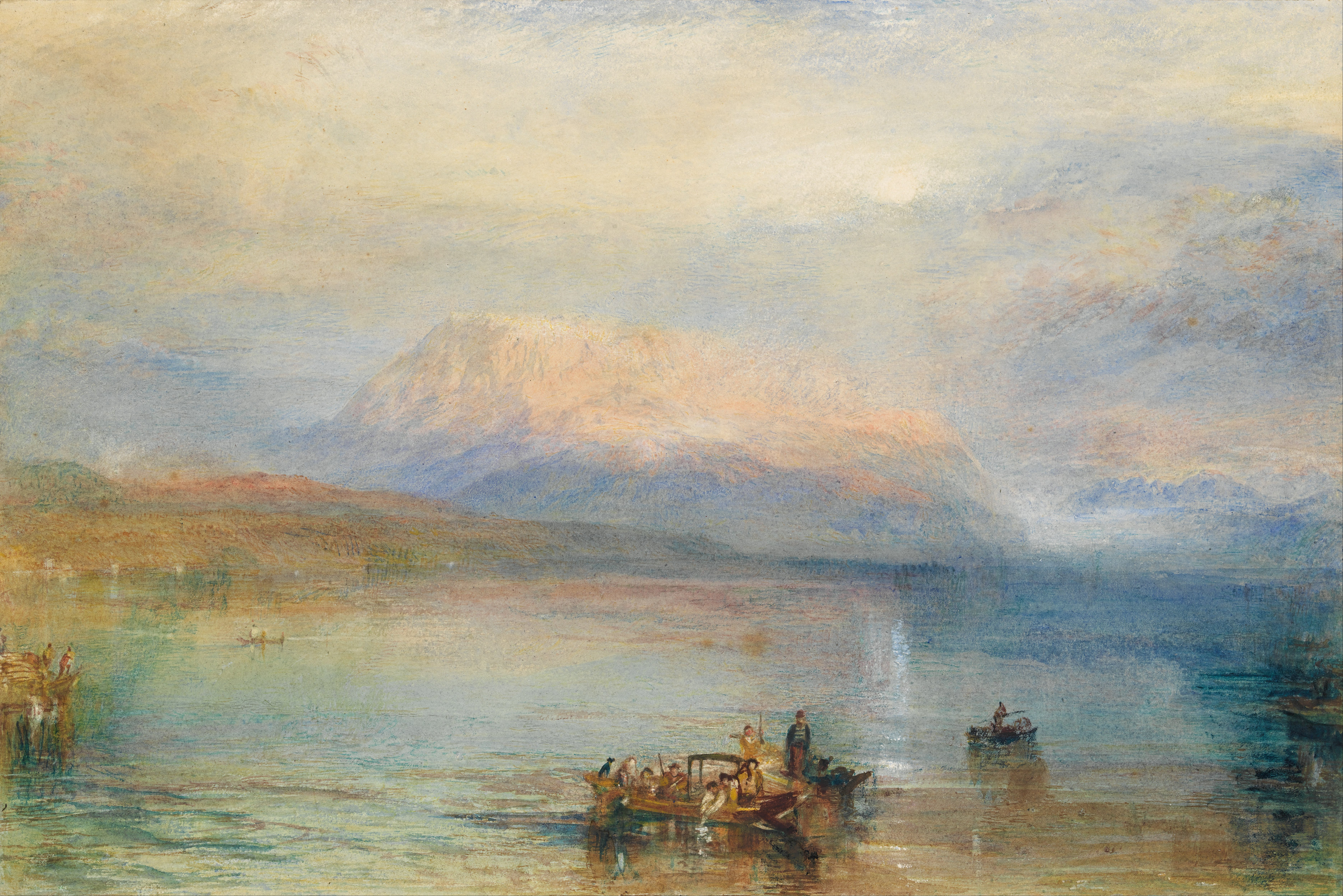
جي إم دبليو تيرنر ، ذا ريد ريجي 1842
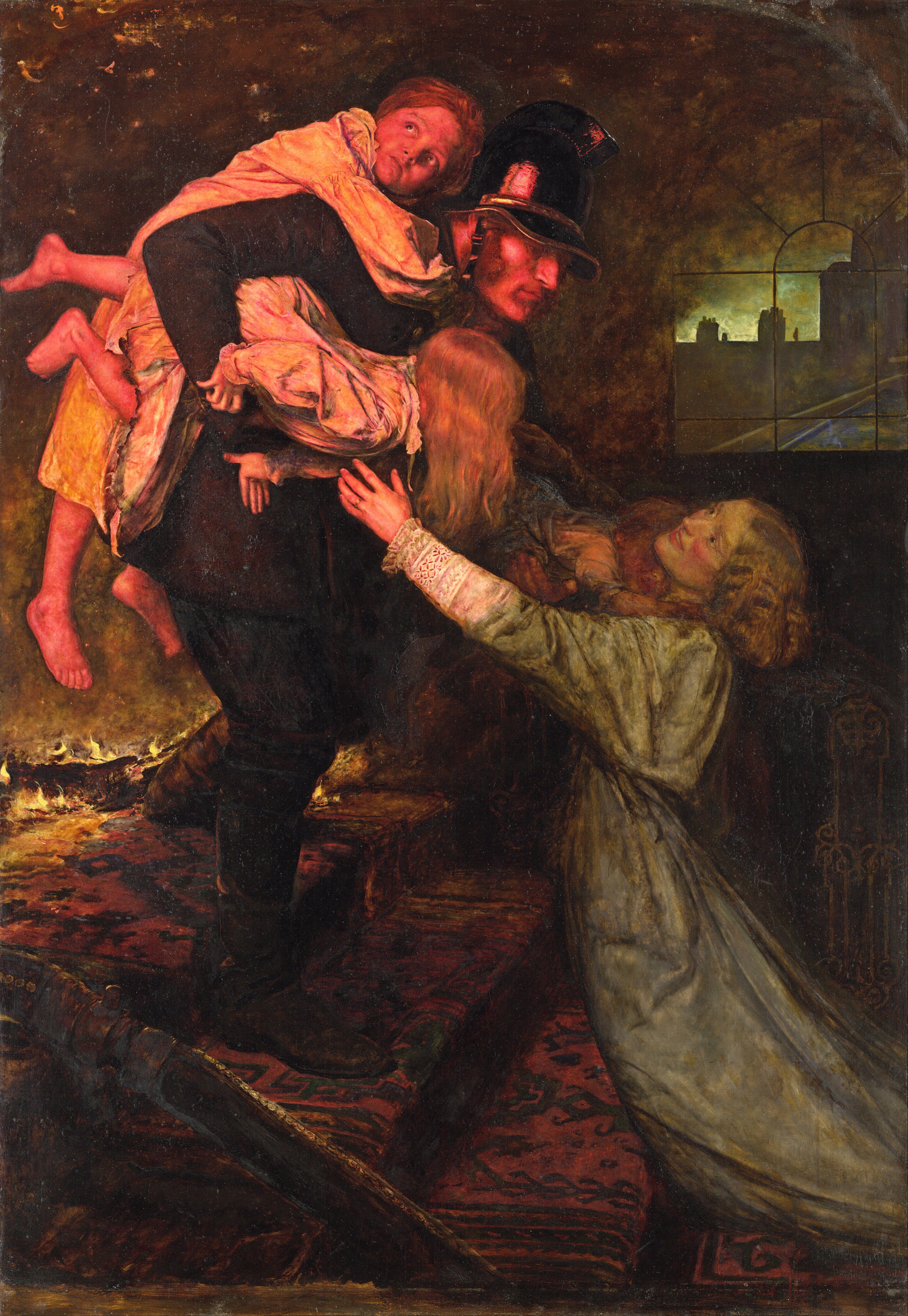
جون إيفريت ميليس ، الإنقاذ 1855
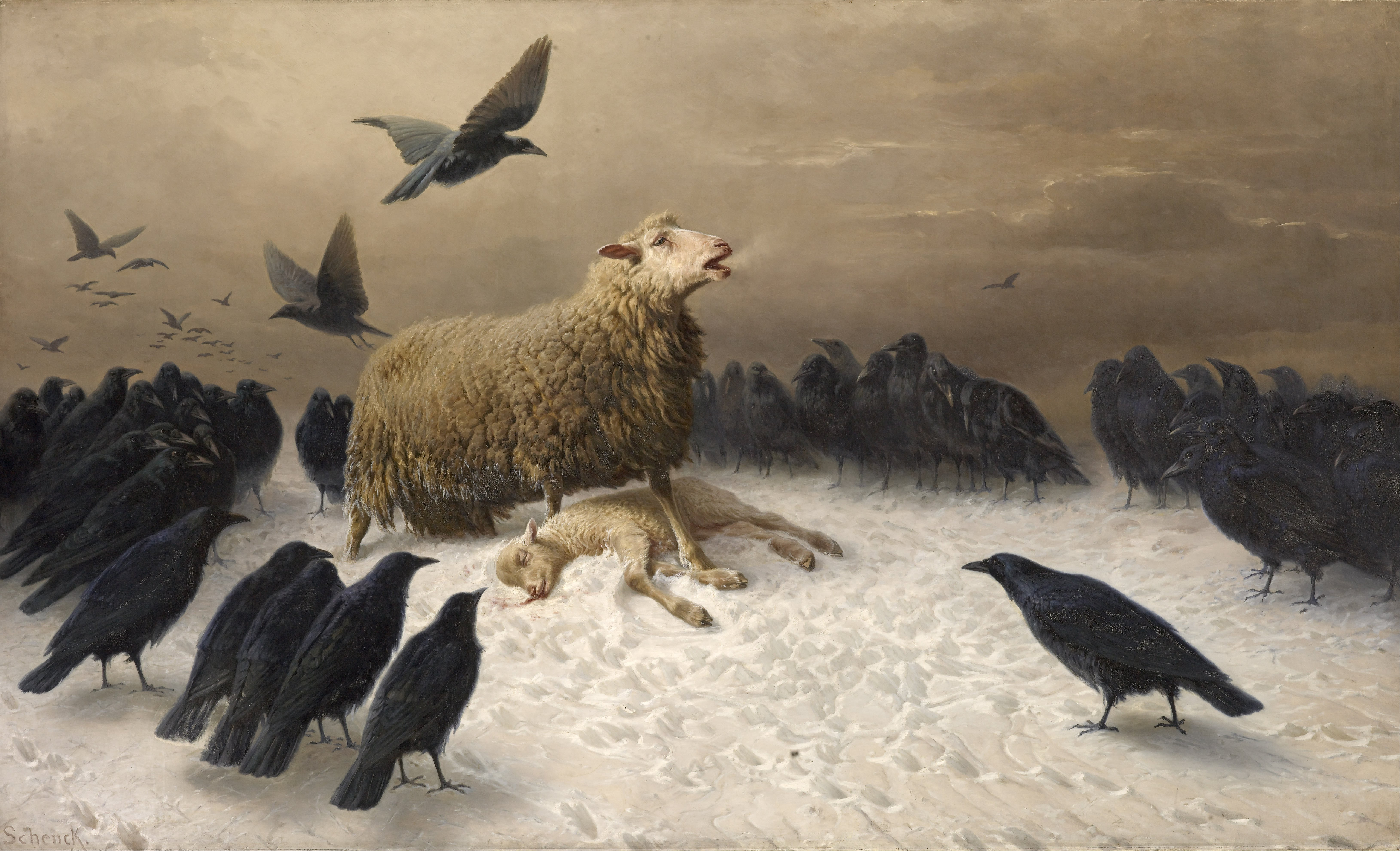
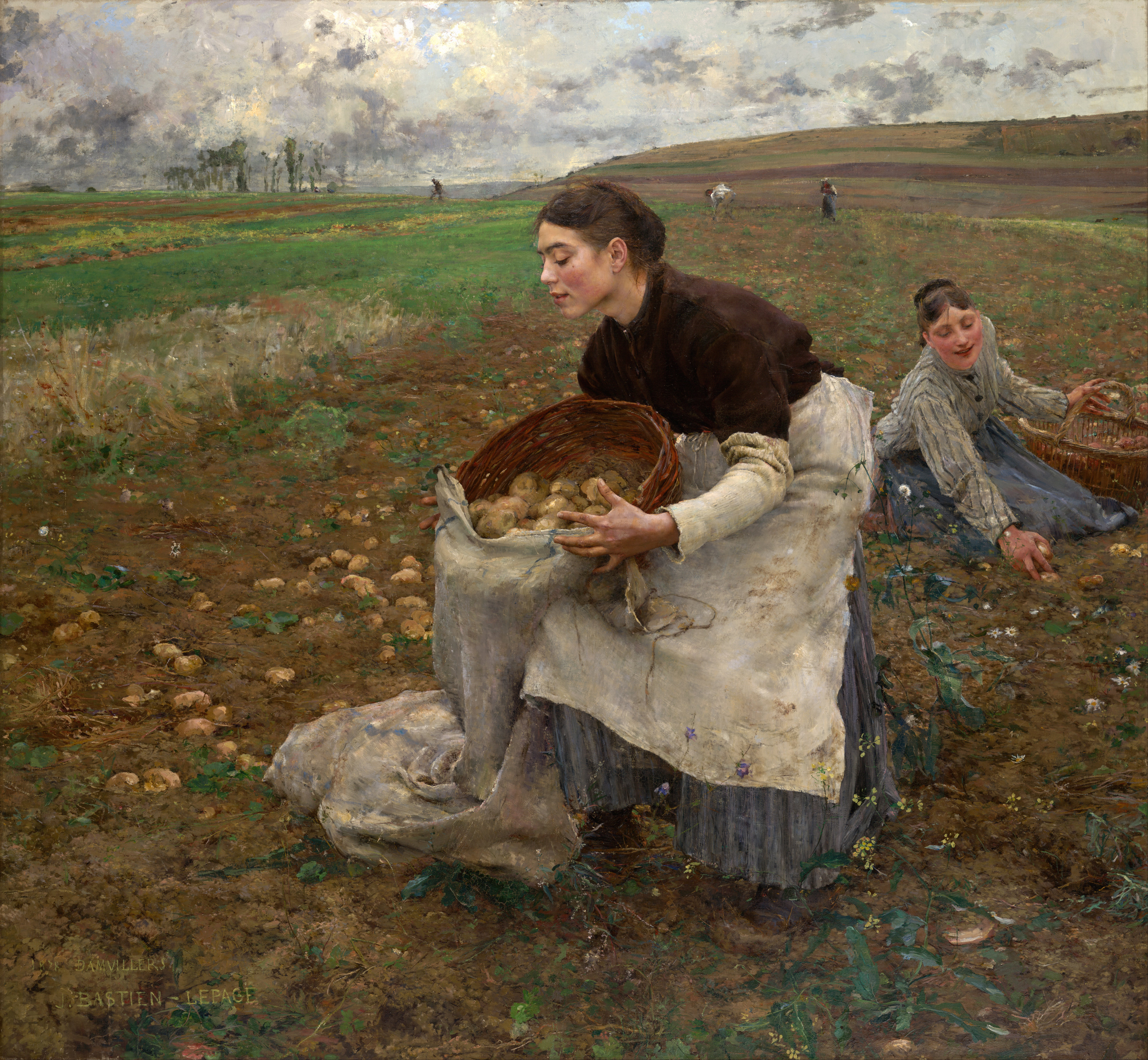
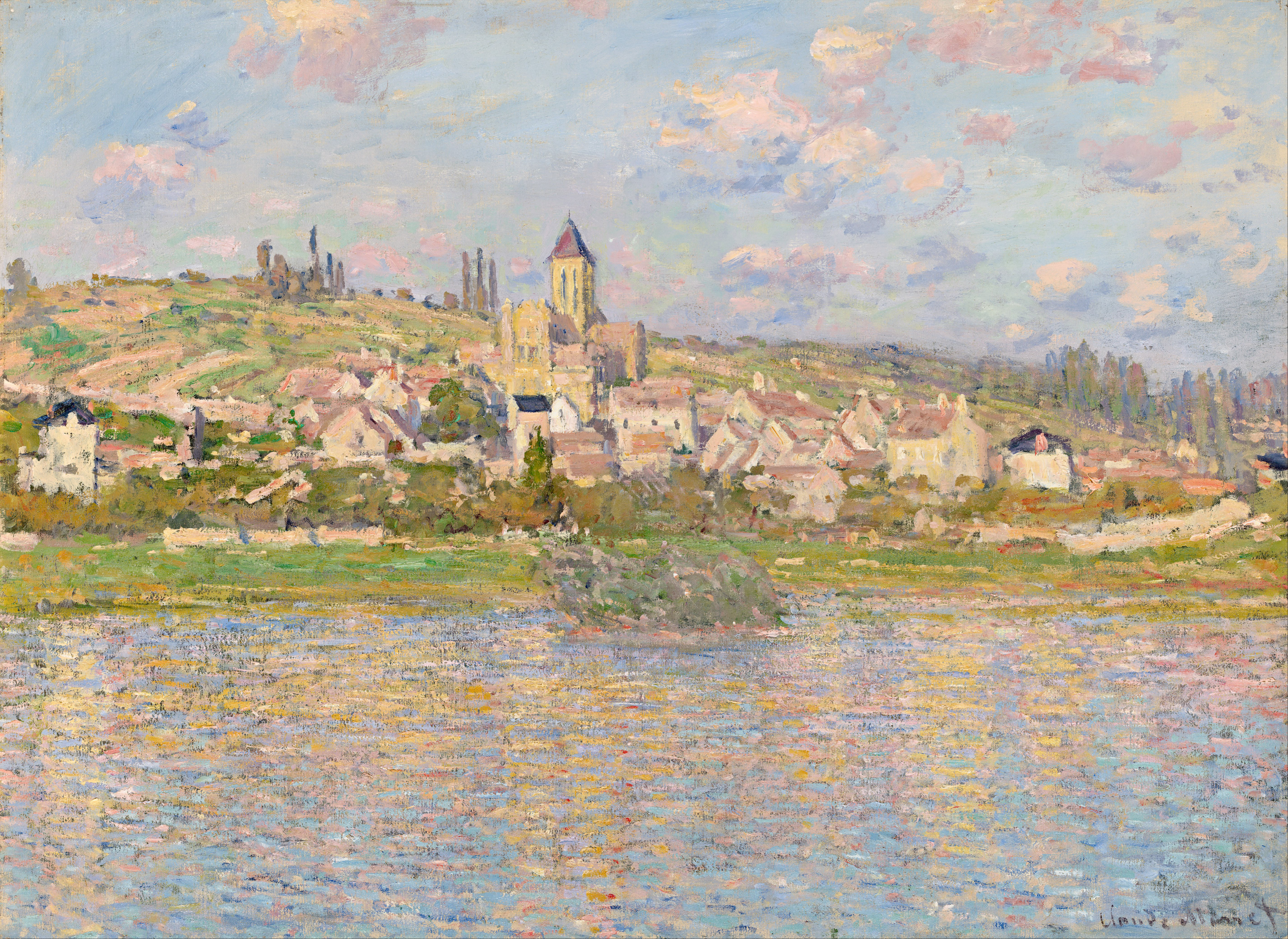
كلود مونيه ، فيتويل ، 1879
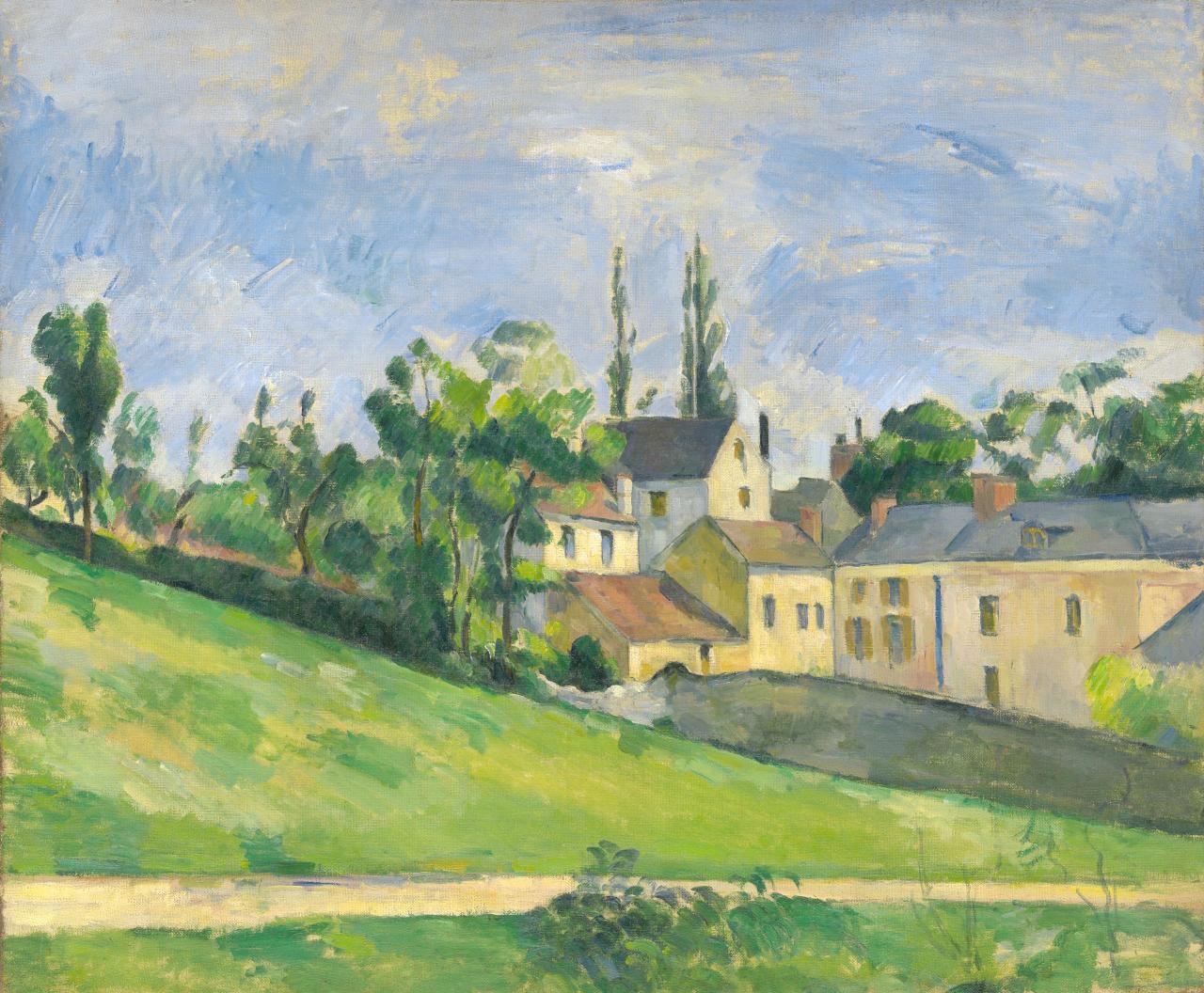
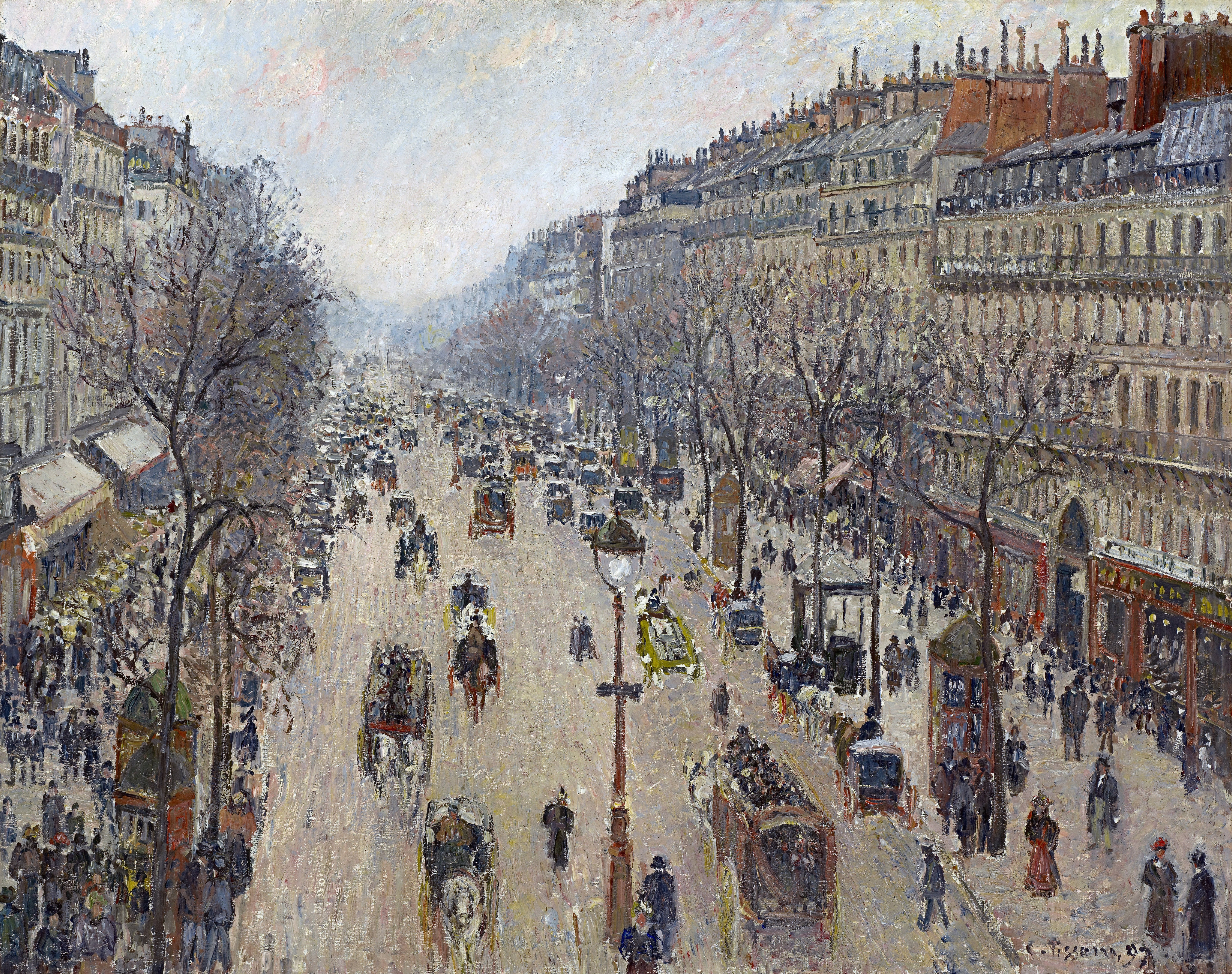
[en→ar]Camille Pissarro, Boulevard Montmartre, morning, cloudy weather, 1897
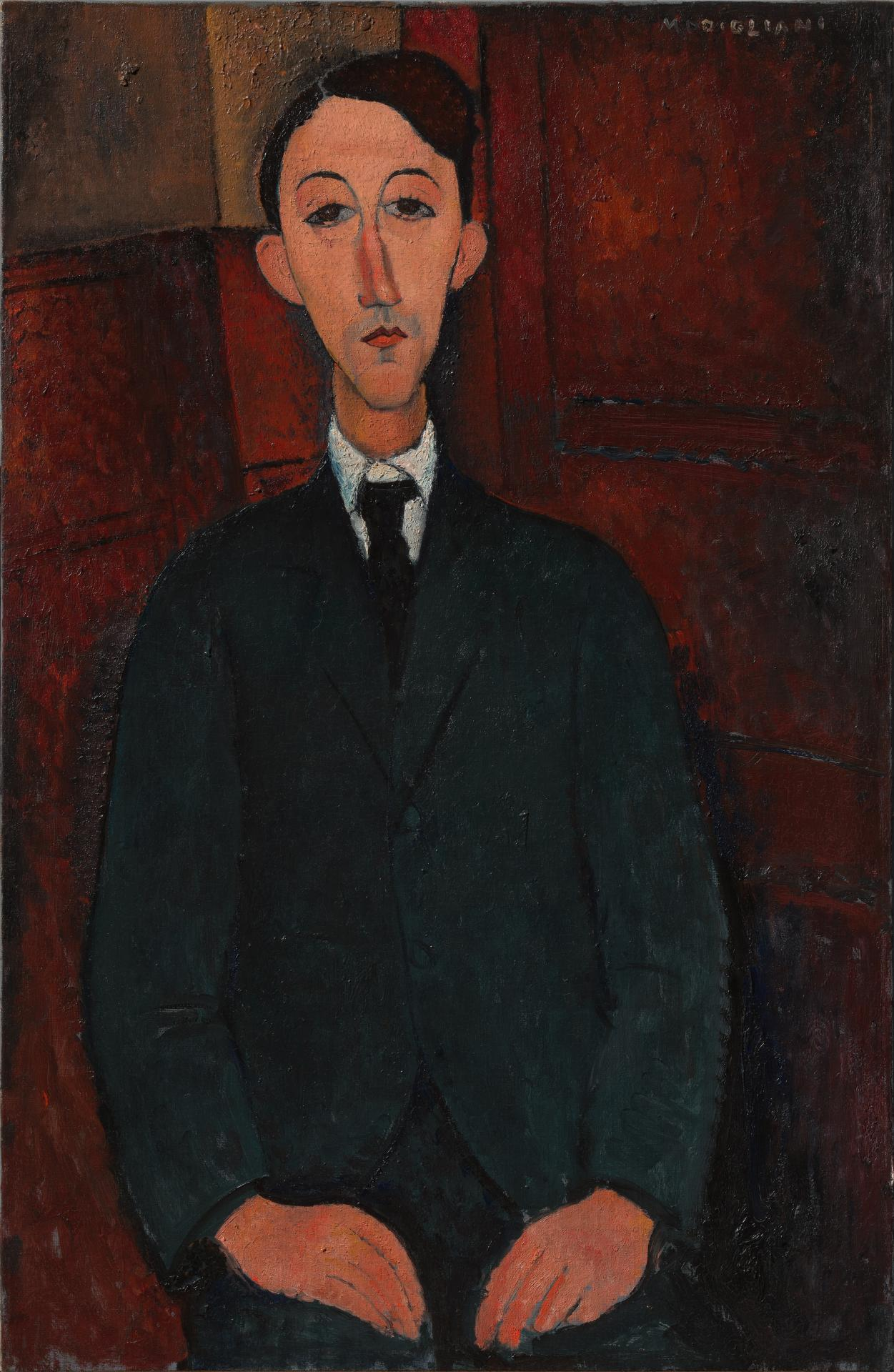
[en→ar]Amedeo Modigliani, Portrait of the painter Manuel Humbert, 1916

### التصوير

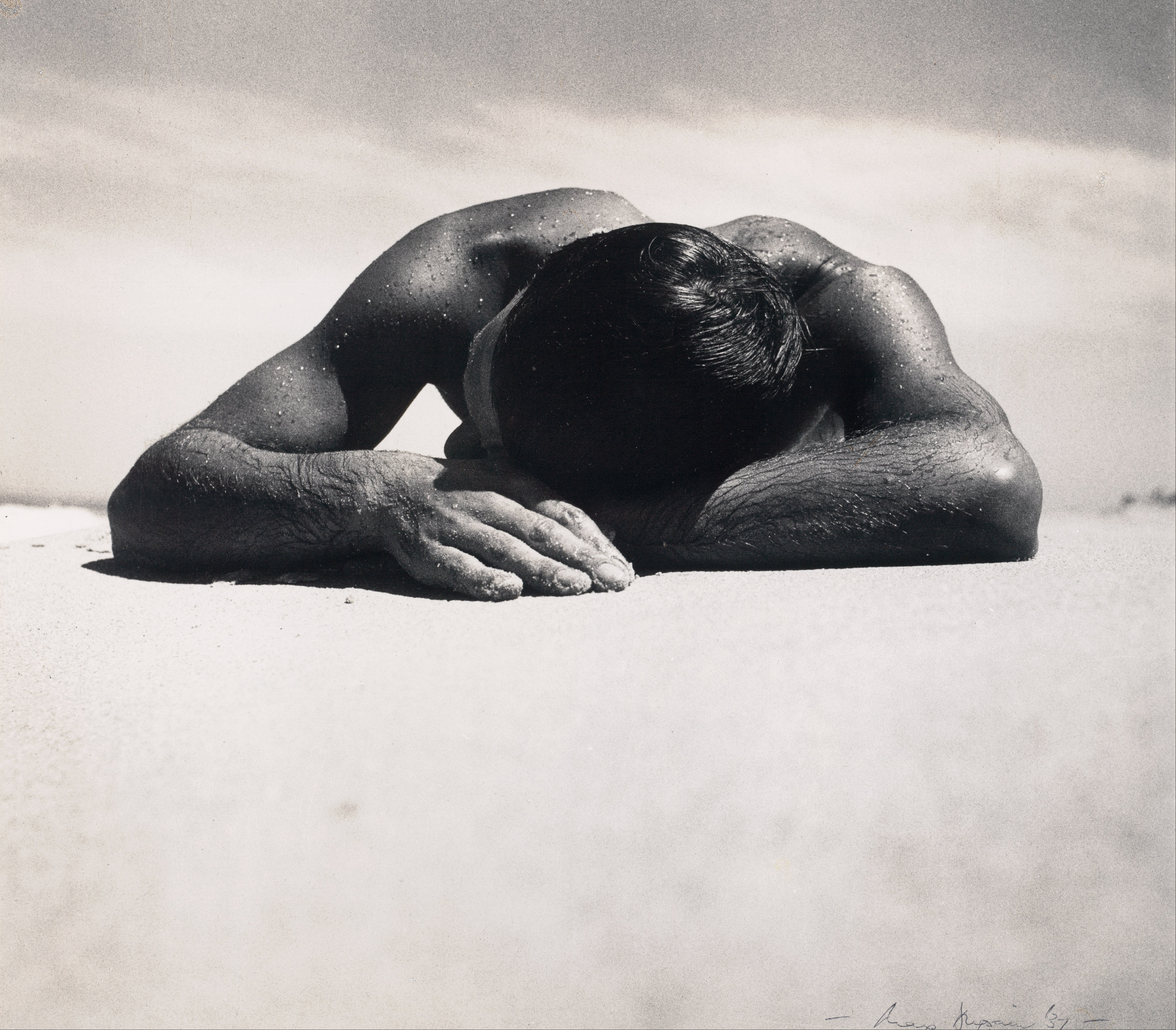
ماكس دوبين ، صن بيكر ، 1937

في عام 1967، أنشأ معرض فيكتوريا الوطني أول قسم تنظيمي مخصص للتصوير الفوتوغرافي في معرض أسترالي عام،  واحد من الأول في العالم. يضم الآن أكثر من 15000 عمل. في نفس العام، استحوذ المعرض على أول عمل لمجموعة التصوير الفوتوغرافي، شارع تلال ساري 1948 بواسطة ديفيد مور، وفي عام 1969 حصل
František Drtikol على أول عمل دولي، 1939. كان أول مصور عرض بمفرده في معرض فيكتوريا الوطني هو مارك ستريزيتش في عام 1968. تم تعيين جيني بودينجتون، صانعة أفلام، كأول أمينة للتصوير الفوتوغرافي بدوام كامل في عام 1972، وربما يكون هذا التعيين الثالث فقط من بين المؤسسات العامة العالمية.

### المطبوعات والرسومات

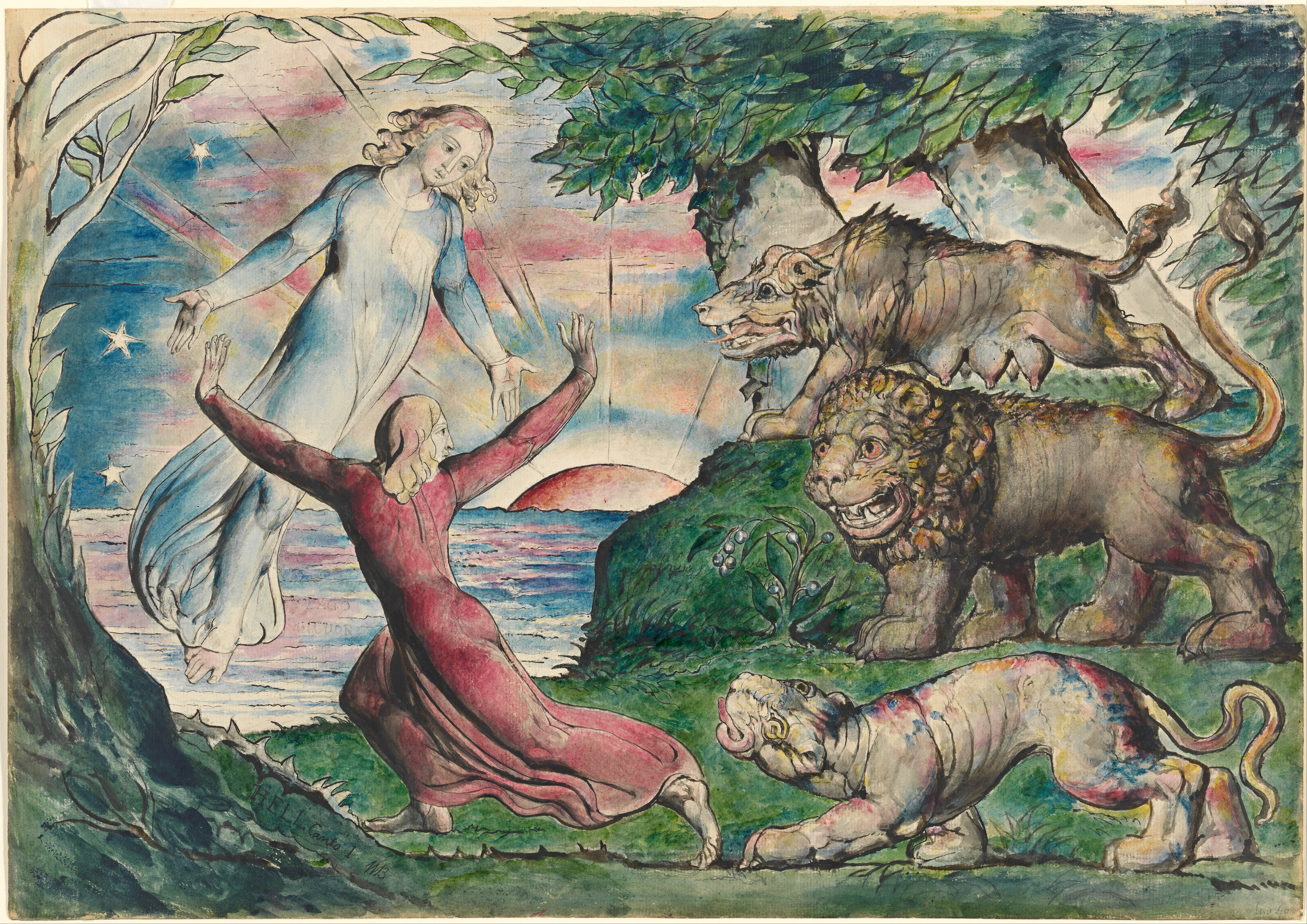
ويليام بليك ، دانتي يركض من الوحوش الثلاثة ، 1824

قسم المطبوعات والرسومات في معرض فيكتوريا الوطني مسؤول عن ثلث مجموعة المعرض. تشمل أبرز مقتنيات القسم واحدة من أكبر مجموعات النقوش والرسومات الخشبية في العالم من قبل البرخت دورر. يُقال أيضًا أن NGV لديها واحدة من أكثر مجموعات الأعمال إثارة للإعجاب التي قام بها ويليام بليك، بما في ذلك 36 من 102 لوحة مائية عمل عليها حتى وفاته في عام 1827 لتوضيح الكوميديا الإلهية لدانتي، وهو أكبر عدد من الأعمال من هذه السلسلة التي عقدها أي معرض في العالم. كما تم تمثيل رامبرانت وفرانثيسكو غويا جيدًا، وتحتوي المجموعة الأسترالية على سرد مفصل لتاريخ فنون الرسم في أستراليا.
لم تعد معرض فيكتوريا الوطني تخصص مساحة لعرض الأعمال من مجموعة المطبوعات والرسومات، على الرغم من أن بعض الأعمال على الورق يتم تدويرها داخل صالات المجموعة الدائمة وقد تظهر في المعارض. يمكن الاطلاع على الأعمال في المجموعة عن طريق التعيين في غرفة الدراسة المطبوعة بالقسم.

## الخلافات

### باعتباره «معرض وطني»
عندما أصبحت خطط إنشاء معرض أستراليا الوطني في كانبيرا راسخة في الستينيات، أزالت معارض الولاية الأسترالية كلمة «وطني» من أسمائها (على سبيل المثال، أصبح المعرض الوطني لنيو ساوث ويلز في سيدني معرض الفنون في نيو ساوث ويلز). يعود تاريخ اصطلاح التسمية هذا إلى القرن التاسع عشر عندما كانت مستعمرات أستراليا كيانات سياسية تتمتع بالحكم الذاتي ولم تكن قد اتحدت بعد. فقط معرض فيكتوريا الوطني احتفظت بـ «وطني» في اسمها. لقد ثبت أن هذا مثير للجدل إلى حد ما، نظرًا لأن معرض فيكتوريا الوطني من الناحية الفنية ليست معرضًا وطنيًا، وفي بعض الأحيان كانت هناك دعوات لها لاتباع مثال معارض الدولة الأخرى. وفقًا لرئيس الوزراء الفيكتوري السابق ستيف براك، «لن نعيد تسمية معرض فيكتوريا الوطني. لها تقليد عظيم. إنه أكبر وأفضل معرض في البلاد وواحد من أكبر وأفضل معرض في العالم.»
في مايو 1883، عندما افتتح معرض فيكتوريا الوطني يوم الأحد للمرة الأولى، اندلع نقاش عام حول مدى ملاءمة عرض صورة عارية للمرأة في يوم السبت. اللوحة المعنية، الفنان الفرنسي جول جوزيف لوفيفر كلوي (1875)، قد أعارت للمعرض في ذلك الشهر، و «عُرضت بحذر في زاوية معتمة». ومع ذلك، أصبحت كلوي «سيدة ملبورن القاتلة»، وبعد ثلاثة أسابيع من الفضيحة ، تم سحبها وإخفائها عن الجمهور. عثرت في النهاية على منزل في فندق يونغ وجاكسون بمدينة ملبورن.

### ذبح بقرة
في عام 1975، قام الرسام وفنان الأداء إيفان دورانت بإيداع جثة بقرة في ساحة معرض فيكتوريا الوطني الأمامية. صرح دورانت لاحقًا أنه كان جزءًا من قطعة فنية أداء تهدف إلى صدمة أولئك الذين قد يشعرون بالرعب من موت الحيوان بينما يسعدهم أيضًا تناول اللحوم. في ذلك الوقت ، شجبت معرض فيكتوريا الوطني القطعة ووصفتها بأنها «عمل مريض ومثير للاشمئزاز».

### سرقة بيكاسو
حدث مشهور في تاريخ المعرض وقع في عام 1986 بسرقة لوحة بابلو بيكاسو «المرأة الباكية» (1936). أعلن شخص أو مجموعة يعرّفون عن أنفسهم على أنهم «الإرهابيون الثقافيون الأستراليون» مسؤوليتهم عن السرقة ، مشيرين إلى أن اللوحة سُرقت احتجاجًا على سوء معاملة حكومة الولاية للفنون في ذلك الوقت. سعوا للحصول على فدية لإنشاء جائزة فنية للفنانين الشباب. تم العثور على اللوحة سليمة في خزانة السكك الحديدية بعد أسبوعين وعادت إلى المعرض.

### تبول المسيح
خلال معرض استعادي لأعمال أندريس سيرانو في معرض فيكتوريا الوطني في عام 1997، طلب رئيس أساقفة ملبورن الكاثوليكي آنذاك ، جورج بيل ، أمرًا قضائيًا من المحكمة العليا في فيكتوريا لمنع المعرض من عرض تبول المسيح علنًا ، والذي لم يتم منحه. بعد بضعة أيام ، حاول أحد المستفيدين إزالة العمل من جدار المعرض ، وهاجمه مراهقان فيما بعد بمطرقة. أفاد مسؤولو المعرض أنهم تلقوا تهديدات بالقتل ردًا على تبول المسيح. ألغى مدير معرض فيكتوريا الوطني تيموثي بوتس العرض ، بدعوى القلق بشأن معرض رامبرانت الذي كان معروضًا أيضًا في ذلك الوقت. جادل المؤيدون بأن الجدل حول تبول المسيح هو قضية الحرية الفنية وحرية التعبير.

## المعارض الخاصة
افتتح معرض يُعرف باسم الميدان المبنى الجديد للمعرض على طريق سانت كيلدا في عام 1968. تعكس تأثير الفن التجريدي، ولا سيما الوحة الصلبة ومجال اللون المستوحاة من نيويورك ، وضمت 74 عملاً لأربعين رسامًا ونحاتًا أستراليًا (معظمهم من الشباب الناشئين). وُصف بأنه خروج جذري عن البرنامج الأكثر تقليدية للمعرض ، فقد دل على نطاق أوسع على تدويل متزايد لعالم الفن الأسترالي. أقام معرض فيكتوريا الوطني معرضًا بعنوان «تمت إعادة النظر في الحقل» في عام 2018 للاحتفال بالذكرى الخمسين لتأسيسها.

### ترينالي معرض فيكتوريا الوطني
في عام 2013 أطلق معرض فيكتوريا الوطني معرض «ملبورن الآن»، وهو معرض احتفل بأحدث الفنون والهندسة المعمارية والتصميم والأداء والممارسات الثقافية ليعكس المشهد الثقافي المعقد لمدينة ملبورن الإبداعية. استمر «ملبورن الآن» في الفترة من 22 نوفمبر 2013 إلى 23 مارس 2014 واستقطب عددًا قياسيًا من الحضور بلغ 753,071. بعد نجاح «ملبورن الآن»، في 2-14 مارس ، أعلن معرض فيكتوريا الوطني عن مبادرة رئيسية جديدة ، وهي معرض فيكتوريا الوطني ترينالي. سيبدأ هذا الحدث الطموح في صيف عام 2017 ويعقد كل ثلاث سنوات ، وسيكون احتفالًا واسع النطاق بأفضل ما في الفن والتصميم الدولي المعاصر. استمر ترينالي الافتتاح في الفترة من 15 ديسمبر 2017 إلى 15 أبريل 2018، واجتذب ما يقرب من 1.3 مليون زائر أثناء تشغيله ، مما يجعله المعرض الأكثر حضورًا في تاريخ المعرض.

## مديري معرض فيكتوريا الوطني
- ليندسي برنارد هول، 1892-1935
- وليام بيكويث ماكينيس (التمثيل) 1935-1936
- شبيبة ماكدونالد، 1936-1941
- السير إرنست داريل ليندسي، ١٩٤٢-١٩٥٥
- إريك ويستبروك ، 1956-1973
- جوردون طومسون ، 1973-1974
- إريك روليسون ، 1975-1980
- باتريك مكوجي ، 1981-1987
- رودني ويلسون، 1988
- جيمس موليسون ، 1989-1995
- تيموثي بوتس، 1995-1998
- جيرارد فوغان، 1999-2012
- توني إلوود ، 2012 حتى الآن [56]

## روابط خارجية
- الموقع الرسمي
- أشياء مصرية في معرض فيكتوريا الوطني نسخة محفوظة 17 February 2016 على موقع واي باك مشين.
- معلومات الاتصال لمعرض فيكتوريا الوطني نسخة محفوظة 30 مارس 2016 على موقع واي باك مشين.
- فيديو: Artscape - قصة NGV (الجزء الأول) ، (الجزء الثاني)